# EHF Champions League der Männer 2024/25
Die EHF Champions League der Männer 2024/25 war die 65. Austragung der EHF Champions League der Männer. An ihr nahmen 16 Vereinsmannschaften teil. Veranstalter war die Europäische Handballföderation (EHF), Namenssponsor war die Machineseeker Group. Der SC Magdeburg gewann das Finale gegen die Füchse Berlin.

## Modus
Die 16 Mannschaften spielten zunächst in einer Gruppenphase in zwei Gruppen zu je acht Teams in Hin- und Rückspielen jeder gegen jeden.
Die vier Teams auf den Plätzen 1 und 2 der beiden Gruppen waren direkt für das Viertelfinale qualifiziert. Die acht Teams auf den Plätzen 3 bis 6 der Gruppen traten in K.o.-Spielen mit Hin- und Rückspiel gegeneinander an und ermittelten dabei die vier weiteren Teilnehmer des Viertelfinals. Im Viertelfinale traten die acht qualifizierten Teams in K.o.-Spielen mit Hin- und Rückspiel an und ermittelten vier Teilnehmer am EHF Final Four. Bei diesem, an einem Wochenende ausgetragenen Turnier, wurde der Sieger der Champions League ermittelt.

## Turnierverlauf

### Gruppenphase
In der Gruppenphase spielten die Teams in zwei Gruppen zu je acht Teams Jeder gegen Jeden in Hin- und Rückspielen.
Die Spiele der Gruppenphase wurden vom 11. September 2024 bis zum 6. März 2025 ausgetragen.

#### Gruppe A
| Pl. | Verein                  | Sp. | S  | U | N  | Tore      | Diff. | Punkte  |
| --- | ----------------------- | --- | -- | - | -- | --------- | ----- | ------- |
| 1.  | KC Veszprém             | 14  | 12 | 0 | 2  | 0468:4080 | +60   | 024:40  |
| 2.  | Sporting Lissabon       | 14  | 8  | 2 | 4  | 0454:3990 | +55   | 018:100 |
| 3.  | Füchse Berlin           | 14  | 9  | 0 | 5  | 0469:4400 | +29   | 018:100 |
| 4.  | Paris Saint-Germain     | 14  | 9  | 0 | 5  | 0462:4560 | +6    | 018:100 |
| 5.  | Dinamo Bukarest         | 14  | 6  | 0 | 8  | 0426:4390 | −13   | 012:160 |
| 6.  | Orlen Wisła Płock       | 14  | 5  | 1 | 8  | 0370:3660 | +4    | 011:170 |
| 7.  | RK Eurofarm Pelister    | 14  | 3  | 2 | 9  | 0346:4060 | −60   | 08:200  |
| 8.  | Fredericia Håndboldklub | 14  | 1  | 1 | 12 | 0395:4760 | −81   | 03:250  |

| Mi., 11. September 2024 20:45 Uhr | Sporting Lissabon        | 34:29   | Orlen Wisła Płock     | Pavilhão João Rocha, Lissabon Zuschauer: 1844 Schiedsrichter: Hansen, Madsen |
| Mi., 11. September 2024 20:45 Uhr | meiste Tore: M. Costa 10 | (17:14) | meiste Tore: Daszek 7 | Pavilhão João Rocha, Lissabon Zuschauer: 1844 Schiedsrichter: Hansen, Madsen |
| Mi., 11. September 2024 20:45 Uhr | Bericht                  |         |                       | Pavilhão João Rocha, Lissabon Zuschauer: 1844 Schiedsrichter: Hansen, Madsen |

| Mi., 11. September 2024 20:45 Uhr | Paris Saint-Germain     | 31:29   | RK Eurofarm Pelister       | Stade Pierre de Coubertin, Paris Zuschauer: 1350 Schiedsrichter: Bíró, Kiss |
| Mi., 11. September 2024 20:45 Uhr | meiste Tore: Syprzak 11 | (18:13) | meiste Tore: Kuzmanovski 8 | Stade Pierre de Coubertin, Paris Zuschauer: 1350 Schiedsrichter: Bíró, Kiss |
| Mi., 11. September 2024 20:45 Uhr | Bericht                 |         |                            | Stade Pierre de Coubertin, Paris Zuschauer: 1350 Schiedsrichter: Bíró, Kiss |

| Do., 12. September 2024 18:45 Uhr | Dinamo Bukarest           | 37:28   | Fredericia Håndboldklub  | Polyvalent Hall, Bukarest Zuschauer: 4100 Schiedsrichter: Konjičanin, Konjičanin |
| Do., 12. September 2024 18:45 Uhr | meiste Tore: Þrastarson 6 | (18:14) | meiste Tore: Henneberg 8 | Polyvalent Hall, Bukarest Zuschauer: 4100 Schiedsrichter: Konjičanin, Konjičanin |
| Do., 12. September 2024 18:45 Uhr | Bericht                   |         |                          | Polyvalent Hall, Bukarest Zuschauer: 4100 Schiedsrichter: Konjičanin, Konjičanin |

| Do., 12. September 2024 20:45 Uhr | Füchse Berlin          | 31:32   | KC Veszprém            | Max-Schmeling-Halle, Berlin Zuschauer: 7019 Schiedsrichter: Nikolov, Načevski |
| Do., 12. September 2024 20:45 Uhr | meiste Tore: Gidsel 10 | (16:16) | meiste Tore: Remili 11 | Max-Schmeling-Halle, Berlin Zuschauer: 7019 Schiedsrichter: Nikolov, Načevski |
| Do., 12. September 2024 20:45 Uhr | Bericht                |         |                        | Max-Schmeling-Halle, Berlin Zuschauer: 7019 Schiedsrichter: Nikolov, Načevski |

| Mi., 18. September 2024 18:45 Uhr | Orlen Wisła Płock     | 26:28   | Dinamo Bukarest         | Orlen Arena, Płock Zuschauer: 3900 Schiedsrichter: Pavićević, Ražnatović |
| Mi., 18. September 2024 18:45 Uhr | meiste Tore: Daszek 7 | (11:12) | meiste Tore: Kašpárek 5 | Orlen Arena, Płock Zuschauer: 3900 Schiedsrichter: Pavićević, Ražnatović |
| Mi., 18. September 2024 18:45 Uhr | Bericht               |         |                         | Orlen Arena, Płock Zuschauer: 3900 Schiedsrichter: Pavićević, Ražnatović |

| Mi., 18. September 2024 20:45 Uhr | RK Eurofarm Pelister       | 22:30  | Füchse Berlin                       | Sporthalle Boro Čurlevski, Bitola Zuschauer: 3000 Schiedsrichter: Kurtagic, Wetterwik |
| Mi., 18. September 2024 20:45 Uhr | meiste Tore: Radivojević 5 | (9:15) | meiste Tore: Andersson, Gidsel je 6 | Sporthalle Boro Čurlevski, Bitola Zuschauer: 3000 Schiedsrichter: Kurtagic, Wetterwik |
| Mi., 18. September 2024 20:45 Uhr | Bericht                    |        |                                     | Sporthalle Boro Čurlevski, Bitola Zuschauer: 3000 Schiedsrichter: Kurtagic, Wetterwik |

| Do., 19. September 2024 18:45 Uhr | KC Veszprém             | 41:28   | Paris Saint-Germain             | Veszprém Arena, Veszprém Zuschauer: 5024 Schiedsrichter: Jørum, Kleven |
| Do., 19. September 2024 18:45 Uhr | meiste Tore: Wajlupau 8 | (18:15) | meiste Tore: Solé, Syprzak je 5 | Veszprém Arena, Veszprém Zuschauer: 5024 Schiedsrichter: Jørum, Kleven |
| Do., 19. September 2024 18:45 Uhr | Bericht                 |         |                                 | Veszprém Arena, Veszprém Zuschauer: 5024 Schiedsrichter: Jørum, Kleven |

| Do., 19. September 2024 18:45 Uhr | Fredericia Håndboldklub | 19:37  | Sporting Lissabon       | Jyske Bank Arena, Odense Zuschauer: 2045 Schiedsrichter: Marín, García |
| Do., 19. September 2024 18:45 Uhr | meiste Tore: Balstad 4  | (8:17) | meiste Tore: F. Costa 6 | Jyske Bank Arena, Odense Zuschauer: 2045 Schiedsrichter: Marín, García |
| Do., 19. September 2024 18:45 Uhr | Bericht                 |        |                         | Jyske Bank Arena, Odense Zuschauer: 2045 Schiedsrichter: Marín, García |

| Mi., 25. September 2024 20:45 Uhr | Sporting Lissabon       | 39:30   | KC Veszprém           | Pavilhão João Rocha, Lissabon Zuschauer: 2636 Schiedsrichter: Brkić, Jusufhodžić |
| Mi., 25. September 2024 20:45 Uhr | meiste Tore: F. Costa 7 | (23:17) | meiste Tore: Remili 7 | Pavilhão João Rocha, Lissabon Zuschauer: 2636 Schiedsrichter: Brkić, Jusufhodžić |
| Mi., 25. September 2024 20:45 Uhr | Bericht                 |         |                       | Pavilhão João Rocha, Lissabon Zuschauer: 2636 Schiedsrichter: Brkić, Jusufhodžić |

| Do., 26. September 2024 18:45 Uhr | Fredericia Håndboldklub | 32:38   | Füchse Berlin            | Jyske Bank Arena, Odense Zuschauer: 3145 Schiedsrichter: Horváth, Marton |
| Do., 26. September 2024 18:45 Uhr | meiste Tore: Pevnov 6   | (17:17) | meiste Tore: Andersson 8 | Jyske Bank Arena, Odense Zuschauer: 3145 Schiedsrichter: Horváth, Marton |
| Do., 26. September 2024 18:45 Uhr | Bericht                 |         |                          | Jyske Bank Arena, Odense Zuschauer: 3145 Schiedsrichter: Horváth, Marton |

| Do., 26. September 2024 18:45 Uhr | Dinamo Bukarest      | 34:25   | RK Eurofarm Pelister       | Polyvalent Hall, Bukarest Zuschauer: 4300 Schiedsrichter: Kull, Tint |
| Do., 26. September 2024 18:45 Uhr | meiste Tore: Rosta 7 | (19:13) | meiste Tore: Kuzmanovski 9 | Polyvalent Hall, Bukarest Zuschauer: 4300 Schiedsrichter: Kull, Tint |
| Do., 26. September 2024 18:45 Uhr | Bericht              |         |                            | Polyvalent Hall, Bukarest Zuschauer: 4300 Schiedsrichter: Kull, Tint |

| Do., 26. September 2024 20:45 Uhr | Orlen Wisła Płock     | 23:24   | Paris Saint-Germain    | Orlen Arena, Płock Zuschauer: 5247 Schiedsrichter: Elíasson, Pálsson |
| Do., 26. September 2024 20:45 Uhr | meiste Tore: Daszek 8 | (13:13) | meiste Tore: Syprzak 7 | Orlen Arena, Płock Zuschauer: 5247 Schiedsrichter: Elíasson, Pálsson |
| Do., 26. September 2024 20:45 Uhr | Bericht               |         |                        | Orlen Arena, Płock Zuschauer: 5247 Schiedsrichter: Elíasson, Pálsson |

| Mi., 9. Oktober 2024 20:45 Uhr | Paris Saint-Germain   | 38:30   | Fredericia Håndboldklub | Stade Pierre de Coubertin, Paris Zuschauer: 2627 Schiedsrichter: Pavićević, Ražnatović |
| Mi., 9. Oktober 2024 20:45 Uhr | meiste Tore: Prandi 9 | (18:15) | meiste Tore: Bisgaard 7 | Stade Pierre de Coubertin, Paris Zuschauer: 2627 Schiedsrichter: Pavićević, Ražnatović |
| Mi., 9. Oktober 2024 20:45 Uhr | Bericht               |         |                         | Stade Pierre de Coubertin, Paris Zuschauer: 2627 Schiedsrichter: Pavićević, Ražnatović |

| Mi., 9. Oktober 2024 20:45 Uhr | RK Eurofarm Pelister           | 24:24   | Sporting Lissabon                 | Sporthalle Boro Čurlevski, Bitola Zuschauer: 3000 Schiedsrichter: Horváth, Marton |
| Mi., 9. Oktober 2024 20:45 Uhr | meiste Tore: drei Spieler je 5 | (15:13) | meiste Tore: Gurri, Salvador je 5 | Sporthalle Boro Čurlevski, Bitola Zuschauer: 3000 Schiedsrichter: Horváth, Marton |
| Mi., 9. Oktober 2024 20:45 Uhr | Bericht                        |         |                                   | Sporthalle Boro Čurlevski, Bitola Zuschauer: 3000 Schiedsrichter: Horváth, Marton |

| Do., 10. Oktober 2024 18:45 Uhr | KC Veszprém           | 36:24   | Dinamo Bukarest        | Veszprém Arena, Veszprém Zuschauer: 4800 Schiedsrichter: Kurtagic, Wetterwik |
| Do., 10. Oktober 2024 18:45 Uhr | meiste Tore: Remili 6 | (19:11) | meiste Tore: Langaro 6 | Veszprém Arena, Veszprém Zuschauer: 4800 Schiedsrichter: Kurtagic, Wetterwik |
| Do., 10. Oktober 2024 18:45 Uhr | Bericht               |         |                        | Veszprém Arena, Veszprém Zuschauer: 4800 Schiedsrichter: Kurtagic, Wetterwik |

| Do., 10. Oktober 2024 18:45 Uhr | Füchse Berlin                      | 25:24   | Orlen Wisła Płock    | Max-Schmeling-Halle, Berlin Zuschauer: 4800 Schiedsrichter: Gasmi, Gasmi |
| Do., 10. Oktober 2024 18:45 Uhr | meiste Tore: Gidsel, Marsenić je 6 | (12:12) | meiste Tore: Cokan 5 | Max-Schmeling-Halle, Berlin Zuschauer: 4800 Schiedsrichter: Gasmi, Gasmi |
| Do., 10. Oktober 2024 18:45 Uhr | Bericht                            |         |                      | Max-Schmeling-Halle, Berlin Zuschauer: 4800 Schiedsrichter: Gasmi, Gasmi |

| Do., 17. Oktober 2024 18:45 Uhr | KC Veszprém           | 34:32   | Fredericia Håndboldklub | Veszprém Arena, Veszprém Zuschauer: 4496 Schiedsrichter: Merz, Kuttler |
| Do., 17. Oktober 2024 18:45 Uhr | meiste Tore: Remili 9 | (16:12) | meiste Tore: Bisgaard 7 | Veszprém Arena, Veszprém Zuschauer: 4496 Schiedsrichter: Merz, Kuttler |
| Do., 17. Oktober 2024 18:45 Uhr | Bericht               |         |                         | Veszprém Arena, Veszprém Zuschauer: 4496 Schiedsrichter: Merz, Kuttler |

| Do., 17. Oktober 2024 20:45 Uhr | Sporting Lissabon                      | 35:33   | Füchse Berlin                  | Pavilhão João Rocha, Lissabon Zuschauer: 2856 Schiedsrichter: Elíasson, Pálsson |
| Do., 17. Oktober 2024 20:45 Uhr | meiste Tore: Þorkelsson, M. Costa je 8 | (21:19) | meiste Tore: drei Spieler je 7 | Pavilhão João Rocha, Lissabon Zuschauer: 2856 Schiedsrichter: Elíasson, Pálsson |
| Do., 17. Oktober 2024 20:45 Uhr | Bericht                                |         |                                | Pavilhão João Rocha, Lissabon Zuschauer: 2856 Schiedsrichter: Elíasson, Pálsson |

| Do., 17. Oktober 2024 20:45 Uhr | Paris Saint-Germain   | 35:32   | Dinamo Bukarest                    | Stade Pierre de Coubertin, Paris Zuschauer: 1856 Schiedsrichter: Lah, Sok |
| Do., 17. Oktober 2024 20:45 Uhr | meiste Tore: Prandi 9 | (16:19) | meiste Tore: Þrastarson, Zein je 5 | Stade Pierre de Coubertin, Paris Zuschauer: 1856 Schiedsrichter: Lah, Sok |
| Do., 17. Oktober 2024 20:45 Uhr | Bericht               |         |                                    | Stade Pierre de Coubertin, Paris Zuschauer: 1856 Schiedsrichter: Lah, Sok |

| Do., 17. Oktober 2024 20:45 Uhr | Orlen Wisła Płock    | 26:18   | RK Eurofarm Pelister       | Orlen Arena, Płock Zuschauer: 3961 Schiedsrichter: Konjičanin, Konjičanin |
| Do., 17. Oktober 2024 20:45 Uhr | meiste Tore: Mihić 8 | (13:11) | meiste Tore: Kuzmanovski 5 | Orlen Arena, Płock Zuschauer: 3961 Schiedsrichter: Konjičanin, Konjičanin |
| Do., 17. Oktober 2024 20:45 Uhr | Bericht              |         |                            | Orlen Arena, Płock Zuschauer: 3961 Schiedsrichter: Konjičanin, Konjičanin |

| Mi., 23. Oktober 2024 18:45 Uhr | Fredericia Håndboldklub | 28:25   | Orlen Wisła Płock                  | Jyske Bank Arena, Odense Zuschauer: 1764 Schiedsrichter: Boričić, Marković |
| Mi., 23. Oktober 2024 18:45 Uhr | meiste Tore: Moberg 9   | (13:11) | meiste Tore: Zarabec, Fazekas je 5 | Jyske Bank Arena, Odense Zuschauer: 1764 Schiedsrichter: Boričić, Marković |
| Mi., 23. Oktober 2024 18:45 Uhr | Bericht                 |         |                                    | Jyske Bank Arena, Odense Zuschauer: 1764 Schiedsrichter: Boričić, Marković |

| Mi., 23. Oktober 2024 18:45 Uhr | Dinamo Bukarest                | 33:29   | Sporting Lissabon         | Polyvalent Hall, Bukarest Zuschauer: 4100 Schiedsrichter: Jørum, Kleven |
| Mi., 23. Oktober 2024 18:45 Uhr | meiste Tore: drei Spieler je 6 | (13:15) | meiste Tore: Þorkelsson 6 | Polyvalent Hall, Bukarest Zuschauer: 4100 Schiedsrichter: Jørum, Kleven |
| Mi., 23. Oktober 2024 18:45 Uhr | Bericht                        |         |                           | Polyvalent Hall, Bukarest Zuschauer: 4100 Schiedsrichter: Jørum, Kleven |

| Do., 24. Oktober 2024 18:45 Uhr | Füchse Berlin          | 38:40   | Paris Saint-Germain   | Max-Schmeling-Halle, Berlin Zuschauer: 8525 Schiedsrichter: Marín, García |
| Do., 24. Oktober 2024 18:45 Uhr | meiste Tore: Gidsel 10 | (20:20) | meiste Tore: Prandi 9 | Max-Schmeling-Halle, Berlin Zuschauer: 8525 Schiedsrichter: Marín, García |
| Do., 24. Oktober 2024 18:45 Uhr | Bericht                |         |                       | Max-Schmeling-Halle, Berlin Zuschauer: 8525 Schiedsrichter: Marín, García |

| Do., 24. Oktober 2024 20:45 Uhr | RK Eurofarm Pelister       | 23:30   | KC Veszprém            | Sporthalle Boro Čurlevski, Bitola Zuschauer: 2850 Schiedsrichter: Sekulić, Jovandić |
| Do., 24. Oktober 2024 20:45 Uhr | meiste Tore: Kuzmanovski 7 | (12:17) | meiste Tore: Cindrić 8 | Sporthalle Boro Čurlevski, Bitola Zuschauer: 2850 Schiedsrichter: Sekulić, Jovandić |
| Do., 24. Oktober 2024 20:45 Uhr | Bericht                    |         |                        | Sporthalle Boro Čurlevski, Bitola Zuschauer: 2850 Schiedsrichter: Sekulić, Jovandić |

| Mi., 30. Oktober 2024 20:45 Uhr | Paris Saint-Germain            | 30:28   | Sporting Lissabon    | Stade Pierre de Coubertin, Paris Zuschauer: 3180 Schiedsrichter: Kurtagic, Wetterwik |
| Mi., 30. Oktober 2024 20:45 Uhr | meiste Tore: drei Spieler je 6 | (16:14) | meiste Tore: Gurri 6 | Stade Pierre de Coubertin, Paris Zuschauer: 3180 Schiedsrichter: Kurtagic, Wetterwik |
| Mi., 30. Oktober 2024 20:45 Uhr | Bericht                        |         |                      | Stade Pierre de Coubertin, Paris Zuschauer: 3180 Schiedsrichter: Kurtagic, Wetterwik |

| Mi., 30. Oktober 2024 20:45 Uhr | Orlen Wisła Płock       | 24:27   | KC Veszprém            | Orlen Arena, Płock Zuschauer: 4783 Schiedsrichter: Horáček, Novotný |
| Mi., 30. Oktober 2024 20:45 Uhr | meiste Tore: Zarabec 10 | (10:12) | meiste Tore: Elísson 7 | Orlen Arena, Płock Zuschauer: 4783 Schiedsrichter: Horáček, Novotný |
| Mi., 30. Oktober 2024 20:45 Uhr | Bericht                 |         |                        | Orlen Arena, Płock Zuschauer: 4783 Schiedsrichter: Horáček, Novotný |

| Do., 31. Oktober 2024 18:45 Uhr | Fredericia Håndboldklub | 23:25  | RK Eurofarm Pelister       | Jyske Bank Arena, Odense Zuschauer: 1780 Schiedsrichter: Schulze, Tönnies |
| Do., 31. Oktober 2024 18:45 Uhr | meiste Tore: Andersen 4 | (12:9) | meiste Tore: Kuzmanovski 5 | Jyske Bank Arena, Odense Zuschauer: 1780 Schiedsrichter: Schulze, Tönnies |
| Do., 31. Oktober 2024 18:45 Uhr | Bericht                 |        |                            | Jyske Bank Arena, Odense Zuschauer: 1780 Schiedsrichter: Schulze, Tönnies |

| Do., 31. Oktober 2024 18:45 Uhr | Dinamo Bukarest                     | 38:31   | Füchse Berlin            | Polyvalent Hall, Bukarest Zuschauer: 4400 Schiedsrichter: Hansen, Madsen |
| Do., 31. Oktober 2024 18:45 Uhr | meiste Tore: Langaro, Lumbroso je 5 | (18:19) | meiste Tore: Andersson 8 | Polyvalent Hall, Bukarest Zuschauer: 4400 Schiedsrichter: Hansen, Madsen |
| Do., 31. Oktober 2024 18:45 Uhr | Bericht                             |         |                          | Polyvalent Hall, Bukarest Zuschauer: 4400 Schiedsrichter: Hansen, Madsen |

| Mi., 20. November 2024 20:45 Uhr | Sporting Lissabon       | 39:28   | Paris Saint-Germain | Pavilhão João Rocha, Lissabon Zuschauer: 2683 Schiedsrichter: Mitrevski, Todorovski |
| Mi., 20. November 2024 20:45 Uhr | meiste Tore: M. Costa 9 | (16:15) | meiste Tore: Holm 6 | Pavilhão João Rocha, Lissabon Zuschauer: 2683 Schiedsrichter: Mitrevski, Todorovski |
| Mi., 20. November 2024 20:45 Uhr | Bericht                 |         |                     | Pavilhão João Rocha, Lissabon Zuschauer: 2683 Schiedsrichter: Mitrevski, Todorovski |

| Mi., 20. November 2024 20:45 Uhr | RK Eurofarm Pelister       | 29:29   | Fredericia Håndboldklub   | Sporthalle Boro Čurlevski, Bitola Zuschauer: 3000 Schiedsrichter: Lah, Sok |
| Mi., 20. November 2024 20:45 Uhr | meiste Tore: Radivojević 7 | (13:16) | meiste Tore: Martinusen 7 | Sporthalle Boro Čurlevski, Bitola Zuschauer: 3000 Schiedsrichter: Lah, Sok |
| Mi., 20. November 2024 20:45 Uhr | Bericht                    |         |                           | Sporthalle Boro Čurlevski, Bitola Zuschauer: 3000 Schiedsrichter: Lah, Sok |

| Do., 21. November 2024 18:45 Uhr | KC Veszprém                          | 30:26   | Orlen Wisła Płock      | Veszprém Arena, Veszprém Zuschauer: 4500 Schiedsrichter: Marín, García |
| Do., 21. November 2024 18:45 Uhr | meiste Tore: Remili, Pálmarsson je 6 | (17:13) | meiste Tore: Zarabec 7 | Veszprém Arena, Veszprém Zuschauer: 4500 Schiedsrichter: Marín, García |
| Do., 21. November 2024 18:45 Uhr | Bericht                              |         |                        | Veszprém Arena, Veszprém Zuschauer: 4500 Schiedsrichter: Marín, García |

| Do., 21. November 2024 18:45 Uhr | Füchse Berlin         | 38:29   | Dinamo Bukarest                | Max-Schmeling-Halle, Berlin Zuschauer: 6444 Schiedsrichter: Accoto Martins, Accoto Martins |
| Do., 21. November 2024 18:45 Uhr | meiste Tore: Gidsel 7 | (22:14) | meiste Tore: drei Spieler je 6 | Max-Schmeling-Halle, Berlin Zuschauer: 6444 Schiedsrichter: Accoto Martins, Accoto Martins |
| Do., 21. November 2024 18:45 Uhr | Bericht               |         |                                | Max-Schmeling-Halle, Berlin Zuschauer: 6444 Schiedsrichter: Accoto Martins, Accoto Martins |

| Do., 28. November 2024 18:45 Uhr | KC Veszprém                            | 33:26   | RK Eurofarm Pelister       | Veszprém Arena, Veszprém Zuschauer: 4343 Schiedsrichter: Bolić, Hurich |
| Do., 28. November 2024 18:45 Uhr | meiste Tore: Fabregas, Kossorotow je 7 | (20:11) | meiste Tore: Kuzmanovski 6 | Veszprém Arena, Veszprém Zuschauer: 4343 Schiedsrichter: Bolić, Hurich |
| Do., 28. November 2024 18:45 Uhr | Bericht                                |         |                            | Veszprém Arena, Veszprém Zuschauer: 4343 Schiedsrichter: Bolić, Hurich |

| Do., 28. November 2024 18:45 Uhr | Orlen Wisła Płock      | 30:21  | Fredericia Håndboldklub   | Orlen Arena, Płock Zuschauer: 4100 Schiedsrichter: Bíró, Kiss |
| Do., 28. November 2024 18:45 Uhr | meiste Tore: Zarabec 8 | (14:9) | meiste Tore: Martinusen 4 | Orlen Arena, Płock Zuschauer: 4100 Schiedsrichter: Bíró, Kiss |
| Do., 28. November 2024 18:45 Uhr | Bericht                |        |                           | Orlen Arena, Płock Zuschauer: 4100 Schiedsrichter: Bíró, Kiss |

| Do., 28. November 2024 20:45 Uhr | Sporting Lissabon                    | 34:25   | Dinamo Bukarest      | Pavilhão João Rocha, Lissabon Zuschauer: 2297 Schiedsrichter: Schulze, Tönnies |
| Do., 28. November 2024 20:45 Uhr | meiste Tore: F. Costa, M. Costa je 8 | (20:11) | meiste Tore: Gomes 6 | Pavilhão João Rocha, Lissabon Zuschauer: 2297 Schiedsrichter: Schulze, Tönnies |
| Do., 28. November 2024 20:45 Uhr | Bericht                              |         |                      | Pavilhão João Rocha, Lissabon Zuschauer: 2297 Schiedsrichter: Schulze, Tönnies |

| Do., 28. November 2024 20:45 Uhr | Paris Saint-Germain    | 34:37   | Füchse Berlin             | Stade Pierre de Coubertin, Paris Zuschauer: 3201 Schiedsrichter: Erdoğan, Özdeniz |
| Do., 28. November 2024 20:45 Uhr | meiste Tore: Syprzak 7 | (18:19) | meiste Tore: Andersson 13 | Stade Pierre de Coubertin, Paris Zuschauer: 3201 Schiedsrichter: Erdoğan, Özdeniz |
| Do., 28. November 2024 20:45 Uhr | Bericht                |         |                           | Stade Pierre de Coubertin, Paris Zuschauer: 3201 Schiedsrichter: Erdoğan, Özdeniz |

| Mi., 4. Dezember 2024 18:45 Uhr | Fredericia Håndboldklub | 31:40   | KC Veszprém            | Jyske Bank Arena, Odense Zuschauer: 2180 Schiedsrichter: Budzák, Záhradník |
| Mi., 4. Dezember 2024 18:45 Uhr | meiste Tore: Taboada 7  | (15:20) | meiste Tore: Remili 10 | Jyske Bank Arena, Odense Zuschauer: 2180 Schiedsrichter: Budzák, Záhradník |
| Mi., 4. Dezember 2024 18:45 Uhr | Bericht                 |         |                        | Jyske Bank Arena, Odense Zuschauer: 2180 Schiedsrichter: Budzák, Záhradník |

| Mi., 4. Dezember 2024 20:45 Uhr | RK Eurofarm Pelister       | 21:18   | Orlen Wisła Płock      | Sporthalle Boro Čurlevski, Bitola Zuschauer: 3000 Schiedsrichter: Erdoğan, Özdeniz |
| Mi., 4. Dezember 2024 20:45 Uhr | meiste Tore: Kuzmanovski 7 | (12:10) | meiste Tore: Zarabec 6 | Sporthalle Boro Čurlevski, Bitola Zuschauer: 3000 Schiedsrichter: Erdoğan, Özdeniz |
| Mi., 4. Dezember 2024 20:45 Uhr | Bericht                    |         |                        | Sporthalle Boro Čurlevski, Bitola Zuschauer: 3000 Schiedsrichter: Erdoğan, Özdeniz |

| Do., 5. Dezember 2024 18:45 Uhr | Dinamo Bukarest     | 33:40   | Paris Saint-Germain | Polyvalent Hall, Bukarest Zuschauer: 5000 Schiedsrichter: Boričić, Marković |
| Do., 5. Dezember 2024 18:45 Uhr | meiste Tore: Zein 7 | (14:21) | meiste Tore: Holm 9 | Polyvalent Hall, Bukarest Zuschauer: 5000 Schiedsrichter: Boričić, Marković |
| Do., 5. Dezember 2024 18:45 Uhr | Bericht             |         |                     | Polyvalent Hall, Bukarest Zuschauer: 5000 Schiedsrichter: Boričić, Marković |

| Do., 5. Dezember 2024 20:45 Uhr | Füchse Berlin             | 33:32   | Sporting Lissabon                    | Max-Schmeling-Halle, Berlin Zuschauer: 5925 Schiedsrichter: Lah, Sok |
| Do., 5. Dezember 2024 20:45 Uhr | meiste Tore: Freihöfer 10 | (21:19) | meiste Tore: F. Costa, M. Costa je 7 | Max-Schmeling-Halle, Berlin Zuschauer: 5925 Schiedsrichter: Lah, Sok |
| Do., 5. Dezember 2024 20:45 Uhr | Bericht                   |         |                                      | Max-Schmeling-Halle, Berlin Zuschauer: 5925 Schiedsrichter: Lah, Sok |

| Do., 13. Februar 2025 18:45 Uhr | Füchse Berlin             | 36:29   | Fredericia Håndboldklub   | Max-Schmeling-Halle, Berlin Zuschauer: 6306 Schiedsrichter: Weijmans, Wolbertus |
| Do., 13. Februar 2025 18:45 Uhr | meiste Tore: Andersson 12 | (18:14) | meiste Tore: Martinusen 7 | Max-Schmeling-Halle, Berlin Zuschauer: 6306 Schiedsrichter: Weijmans, Wolbertus |
| Do., 13. Februar 2025 18:45 Uhr | Bericht                   |         |                           | Max-Schmeling-Halle, Berlin Zuschauer: 6306 Schiedsrichter: Weijmans, Wolbertus |

| Do., 13. Februar 2025 18:45 Uhr | Dinamo Bukarest                    | 26:33   | KC Veszprém           | Polyvalent Hall, Bukarest Zuschauer: 3500 Schiedsrichter: Elíasson, Pálsson |
| Do., 13. Februar 2025 18:45 Uhr | meiste Tore: Vujović, Langaro je 5 | (13:18) | meiste Tore: Descat 9 | Polyvalent Hall, Bukarest Zuschauer: 3500 Schiedsrichter: Elíasson, Pálsson |
| Do., 13. Februar 2025 18:45 Uhr | Bericht                            |         |                       | Polyvalent Hall, Bukarest Zuschauer: 3500 Schiedsrichter: Elíasson, Pálsson |

| Do., 13. Februar 2025 20:45 Uhr | Sporting Lissabon       | 30:24   | RK Eurofarm Pelister       | Pavilhão João Rocha, Lissabon Zuschauer: 2018 Schiedsrichter: Boričić, Marković |
| Do., 13. Februar 2025 20:45 Uhr | meiste Tore: Salvador 8 | (14:13) | meiste Tore: Kuzmanovski 6 | Pavilhão João Rocha, Lissabon Zuschauer: 2018 Schiedsrichter: Boričić, Marković |
| Do., 13. Februar 2025 20:45 Uhr | Bericht                 |         |                            | Pavilhão João Rocha, Lissabon Zuschauer: 2018 Schiedsrichter: Boričić, Marković |

| Do., 13. Februar 2025 20:45 Uhr | Paris Saint-Germain            | 28:31   | Orlen Wisła Płock      | Stade Pierre de Coubertin, Paris Zuschauer: 2943 Schiedsrichter: Brkić, Jusufhodžić |
| Do., 13. Februar 2025 20:45 Uhr | meiste Tore: Steins, Solé je 7 | (15:14) | meiste Tore: Piroch 10 | Stade Pierre de Coubertin, Paris Zuschauer: 2943 Schiedsrichter: Brkić, Jusufhodžić |
| Do., 13. Februar 2025 20:45 Uhr | Bericht                        |         |                        | Stade Pierre de Coubertin, Paris Zuschauer: 2943 Schiedsrichter: Brkić, Jusufhodžić |

| Mi., 19. Februar 2025 18:45 Uhr | Fredericia Håndboldklub             | 32:38   | Paris Saint-Germain     | Middelfart Sparekasse Arena, Fredericia Zuschauer: 2350 Schiedsrichter: Sekulić, Jovandić |
| Mi., 19. Februar 2025 18:45 Uhr | meiste Tore: Bisgaard, Taboada je 6 | (17:16) | meiste Tore: Syprzak 10 | Middelfart Sparekasse Arena, Fredericia Zuschauer: 2350 Schiedsrichter: Sekulić, Jovandić |
| Mi., 19. Februar 2025 18:45 Uhr | Bericht                             |         |                         | Middelfart Sparekasse Arena, Fredericia Zuschauer: 2350 Schiedsrichter: Sekulić, Jovandić |

| Do., 20. Februar 2025 18:45 Uhr | Orlen Wisła Płock      | 32:27   | Füchse Berlin           | Orlen Arena, Płock Zuschauer: 4801 Schiedsrichter: Álvarez, Bustamante |
| Do., 20. Februar 2025 18:45 Uhr | meiste Tore: Piroch 10 | (19:11) | meiste Tore: Marsenić 5 | Orlen Arena, Płock Zuschauer: 4801 Schiedsrichter: Álvarez, Bustamante |
| Do., 20. Februar 2025 18:45 Uhr | Bericht                |         |                         | Orlen Arena, Płock Zuschauer: 4801 Schiedsrichter: Álvarez, Bustamante |

| Do., 20. Februar 2025 18:45 Uhr | KC Veszprém           | 33:32   | Sporting Lissabon                      | Veszprém Arena, Veszprém Zuschauer: 5022 Schiedsrichter: Hansen, Madsen |
| Do., 20. Februar 2025 18:45 Uhr | meiste Tore: Descat 8 | (16:17) | meiste Tore: Þorkelsson, M. Costa je 8 | Veszprém Arena, Veszprém Zuschauer: 5022 Schiedsrichter: Hansen, Madsen |
| Do., 20. Februar 2025 18:45 Uhr | Bericht               |         |                                        | Veszprém Arena, Veszprém Zuschauer: 5022 Schiedsrichter: Hansen, Madsen |

| Do., 20. Februar 2025 20:45 Uhr | RK Eurofarm Pelister  | 25:24   | Dinamo Bukarest         | Sporthalle Boro Čurlevski, Bitola Zuschauer: 3000 Schiedsrichter: Marín, García |
| Do., 20. Februar 2025 20:45 Uhr | meiste Tore: Tajnik 6 | (12:13) | meiste Tore: Kašpárek 5 | Sporthalle Boro Čurlevski, Bitola Zuschauer: 3000 Schiedsrichter: Marín, García |
| Do., 20. Februar 2025 20:45 Uhr | Bericht               |         |                         | Sporthalle Boro Čurlevski, Bitola Zuschauer: 3000 Schiedsrichter: Marín, García |

| Mi., 26. Februar 2025 18:45 Uhr | Dinamo Bukarest         | 26:27   | Orlen Wisła Płock        | Polyvalent Hall, Bukarest Zuschauer: 3000 Schiedsrichter: Lah, Sok |
| Mi., 26. Februar 2025 18:45 Uhr | meiste Tore: Akimenko 6 | (14:14) | meiste Tore: Krajewski 7 | Polyvalent Hall, Bukarest Zuschauer: 3000 Schiedsrichter: Lah, Sok |
| Mi., 26. Februar 2025 18:45 Uhr | Bericht                 |         |                          | Polyvalent Hall, Bukarest Zuschauer: 3000 Schiedsrichter: Lah, Sok |

| Mi., 26. Februar 2025 20:45 Uhr | Sporting Lissabon       | 32:29   | Fredericia Håndboldklub  | Pavilhão João Rocha, Lissabon Zuschauer: 2006 Schiedsrichter: Kull, Tint |
| Mi., 26. Februar 2025 20:45 Uhr | meiste Tore: M. Costa 7 | (15:16) | meiste Tore: Bisgaard 10 | Pavilhão João Rocha, Lissabon Zuschauer: 2006 Schiedsrichter: Kull, Tint |
| Mi., 26. Februar 2025 20:45 Uhr | Bericht                 |         |                          | Pavilhão João Rocha, Lissabon Zuschauer: 2006 Schiedsrichter: Kull, Tint |

| Do., 27. Februar 2025 20:45 Uhr | Paris Saint-Germain    | 33:37   | KC Veszprém           | Stade Pierre de Coubertin, Paris Zuschauer: 3283 Schiedsrichter: Konjičanin, Konjičanin |
| Do., 27. Februar 2025 20:45 Uhr | meiste Tore: Syprzak 6 | (18:23) | meiste Tore: Marguč 6 | Stade Pierre de Coubertin, Paris Zuschauer: 3283 Schiedsrichter: Konjičanin, Konjičanin |
| Do., 27. Februar 2025 20:45 Uhr | Bericht                |         |                       | Stade Pierre de Coubertin, Paris Zuschauer: 3283 Schiedsrichter: Konjičanin, Konjičanin |

| Do., 27. Februar 2025 20:45 Uhr | Füchse Berlin                      | 39:29   | RK Eurofarm Pelister       | Max-Schmeling-Halle, Berlin Zuschauer: 5925 Schiedsrichter: Jørum, Kleven |
| Do., 27. Februar 2025 20:45 Uhr | meiste Tore: Gidsel, Langhoff je 9 | (15:12) | meiste Tore: Kuzmanovski 7 | Max-Schmeling-Halle, Berlin Zuschauer: 5925 Schiedsrichter: Jørum, Kleven |
| Do., 27. Februar 2025 20:45 Uhr | Bericht                            |         |                            | Max-Schmeling-Halle, Berlin Zuschauer: 5925 Schiedsrichter: Jørum, Kleven |

| Do., 6. März 2025 18:45 Uhr | One Veszprém HC       | 32:33   | Füchse Berlin            | Veszprém Arena, Veszprém Zuschauer: 5340 Schiedsrichter: Boričić, Marković |
| Do., 6. März 2025 18:45 Uhr | meiste Tore: Marguč 5 | (16:17) | meiste Tore: Freihöfer 9 | Veszprém Arena, Veszprém Zuschauer: 5340 Schiedsrichter: Boričić, Marković |
| Do., 6. März 2025 18:45 Uhr | Bericht               |         |                          | Veszprém Arena, Veszprém Zuschauer: 5340 Schiedsrichter: Boričić, Marković |

| Do., 6. März 2025 18:45 Uhr | Fredericia Håndboldklub   | 32:37   | Dinamo Bukarest                | Jyske Bank Arena, Odense Zuschauer: 1980 Schiedsrichter: Erdoğan, Özdeniz |
| Do., 6. März 2025 18:45 Uhr | meiste Tore: Martinusen 6 | (14:16) | meiste Tore: fünf Spieler je 5 | Jyske Bank Arena, Odense Zuschauer: 1980 Schiedsrichter: Erdoğan, Özdeniz |
| Do., 6. März 2025 18:45 Uhr | Bericht                   |         |                                | Jyske Bank Arena, Odense Zuschauer: 1980 Schiedsrichter: Erdoğan, Özdeniz |

| Do., 6. März 2025 20:45 Uhr | Orlen Wisła Płock      | 29:29   | Sporting Lissabon        | Orlen Arena, Płock Zuschauer: 4605 Schiedsrichter: Elíasson, Pálsson |
| Do., 6. März 2025 20:45 Uhr | meiste Tore: Zarabec 9 | (17:15) | meiste Tore: M. Costa 17 | Orlen Arena, Płock Zuschauer: 4605 Schiedsrichter: Elíasson, Pálsson |
| Do., 6. März 2025 20:45 Uhr | Bericht                |         |                          | Orlen Arena, Płock Zuschauer: 4605 Schiedsrichter: Elíasson, Pálsson |

| Do., 6. März 2025 20:45 Uhr | RK Eurofarm Pelister       | 26:35   | Paris Saint-Germain   | Sporthalle Boro Čurlevski, Bitola Zuschauer: 3000 Schiedsrichter: Horáček, Novotný |
| Do., 6. März 2025 20:45 Uhr | meiste Tore: Kuzmanovski 8 | (13:18) | meiste Tore: Prandi 8 | Sporthalle Boro Čurlevski, Bitola Zuschauer: 3000 Schiedsrichter: Horáček, Novotný |
| Do., 6. März 2025 20:45 Uhr | Bericht                    |         |                       | Sporthalle Boro Čurlevski, Bitola Zuschauer: 3000 Schiedsrichter: Horáček, Novotný |

#### Gruppe B
| Pl. | Verein               | Sp. | S  | U | N  | Tore      | Diff. | Punkte  |
| --- | -------------------- | --- | -- | - | -- | --------- | ----- | ------- |
| 1.  | FC Barcelona         | 14  | 10 | 2 | 2  | 0454:4090 | +45   | 022:60  |
| 2.  | Aalborg Håndbold     | 14  | 8  | 2 | 4  | 0434:4210 | +13   | 018:100 |
| 3.  | HBC Nantes           | 14  | 7  | 3 | 4  | 0426:4070 | +19   | 017:110 |
| 4.  | SC Magdeburg         | 14  | 6  | 1 | 7  | 0404:3890 | +15   | 013:150 |
| 5.  | OTP Bank-Pick Szeged | 14  | 6  | 1 | 7  | 0421:4220 | −1    | 013:150 |
| 6.  | Industria Kielce     | 14  | 5  | 1 | 8  | 0389:4110 | −22   | 011:170 |
| 7.  | Kolstad Håndball     | 14  | 5  | 1 | 8  | 0400:4340 | −34   | 011:170 |
| 8.  | HC Zagreb            | 14  | 3  | 1 | 10 | 0373:4080 | −35   | 07:210  |

| Mi., 11. September 2024 18:45 Uhr | Kolstad Håndball                   | 30:35   | FC Barcelona       | Trondheim Spektrum, Trondheim Zuschauer: 7842 Schiedsrichter: Boričić, Marković |
| Mi., 11. September 2024 18:45 Uhr | meiste Tore: Søndenå, Johnsen je 6 | (13:20) | meiste Tore: Mem 7 | Trondheim Spektrum, Trondheim Zuschauer: 7842 Schiedsrichter: Boričić, Marković |
| Mi., 11. September 2024 18:45 Uhr | Bericht                            |         |                    | Trondheim Spektrum, Trondheim Zuschauer: 7842 Schiedsrichter: Boričić, Marković |

| Mi., 11. September 2024 18:45 Uhr | Aalborg Håndbold          | 38:31   | HBC Nantes            | Sparekassen Danmark Arena, Aalborg Zuschauer: 5133 Schiedsrichter: Elíasson, Pálsson |
| Mi., 11. September 2024 18:45 Uhr | meiste Tore: Arnoldsen 11 | (16:17) | meiste Tore: Rivera 7 | Sparekassen Danmark Arena, Aalborg Zuschauer: 5133 Schiedsrichter: Elíasson, Pálsson |
| Mi., 11. September 2024 18:45 Uhr | Bericht                   |         |                       | Sparekassen Danmark Arena, Aalborg Zuschauer: 5133 Schiedsrichter: Elíasson, Pálsson |

| Do., 12. September 2024 18:45 Uhr | OTP Bank-Pick Szeged    | 31:29   | SC Magdeburg                       | Pick Aréna, Szeged Zuschauer: 5306 Schiedsrichter: Lah, Sok |
| Do., 12. September 2024 18:45 Uhr | meiste Tore: Šoštarić 7 | (17:18) | meiste Tore: Magnússon, Weber je 5 | Pick Aréna, Szeged Zuschauer: 5306 Schiedsrichter: Lah, Sok |
| Do., 12. September 2024 18:45 Uhr | Bericht                 |         |                                    | Pick Aréna, Szeged Zuschauer: 5306 Schiedsrichter: Lah, Sok |

| Do., 12. September 2024 20:45 Uhr | Industria Kielce       | 30:23   | HC Zagreb                      | Hala Legionów, Kielce Zuschauer: 4050 Schiedsrichter: Gasmi, Gasmi |
| Do., 12. September 2024 20:45 Uhr | meiste Tore: Karačić 5 | (13:13) | meiste Tore: Kos, Klarica je 5 | Hala Legionów, Kielce Zuschauer: 4050 Schiedsrichter: Gasmi, Gasmi |
| Do., 12. September 2024 20:45 Uhr | Bericht                |         |                                | Hala Legionów, Kielce Zuschauer: 4050 Schiedsrichter: Gasmi, Gasmi |

| Mi., 18. September 2024 18:45 Uhr | HC Zagreb                         | 31:23  | Aalborg Håndbold                   | Arena Zagreb, Zagreb Zuschauer: 5390 Schiedsrichter: Horáček, Novotný |
| Mi., 18. September 2024 18:45 Uhr | meiste Tore: Klarica, Glavaš je 7 | (13:9) | meiste Tore: Bjørnsen, Möller je 5 | Arena Zagreb, Zagreb Zuschauer: 5390 Schiedsrichter: Horáček, Novotný |
| Mi., 18. September 2024 18:45 Uhr | Bericht                           |        |                                    | Arena Zagreb, Zagreb Zuschauer: 5390 Schiedsrichter: Horáček, Novotný |

| Mi., 18. September 2024 20:45 Uhr | HBC Nantes            | 23:20   | Industria Kielce       | H Arena, Nantes Zuschauer: 5902 Schiedsrichter: Covalciuc, Covalciuc |
| Mi., 18. September 2024 20:45 Uhr | meiste Tore: Rivera 8 | (13:10) | meiste Tore: Karačić 5 | H Arena, Nantes Zuschauer: 5902 Schiedsrichter: Covalciuc, Covalciuc |
| Mi., 18. September 2024 20:45 Uhr | Bericht               |         |                        | H Arena, Nantes Zuschauer: 5902 Schiedsrichter: Covalciuc, Covalciuc |

| Do., 19. September 2024 20:45 Uhr | SC Magdeburg             | 33:25  | Kolstad Håndball                  | GETEC Arena, Magdeburg Zuschauer: 5337 Schiedsrichter: Accoto Martins, Accoto Martins |
| Do., 19. September 2024 20:45 Uhr | meiste Tore: Lagergren 8 | (18:9) | meiste Tore: Óskarsson, Lyse je 5 | GETEC Arena, Magdeburg Zuschauer: 5337 Schiedsrichter: Accoto Martins, Accoto Martins |
| Do., 19. September 2024 20:45 Uhr | Bericht                  |        |                                   | GETEC Arena, Magdeburg Zuschauer: 5337 Schiedsrichter: Accoto Martins, Accoto Martins |

| Do., 19. September 2024 20:45 Uhr | FC Barcelona         | 31:30   | OTP Bank-Pick Szeged    | Palau Blaugrana, Barcelona Zuschauer: 1351 Schiedsrichter: Merz, Kuttler |
| Do., 19. September 2024 20:45 Uhr | meiste Tore: Gómez 5 | (20:12) | meiste Tore: Šoštarić 8 | Palau Blaugrana, Barcelona Zuschauer: 1351 Schiedsrichter: Merz, Kuttler |
| Do., 19. September 2024 20:45 Uhr | Bericht              |         |                         | Palau Blaugrana, Barcelona Zuschauer: 1351 Schiedsrichter: Merz, Kuttler |

| Mi., 25. September 2024 18:45 Uhr | Kolstad Håndball           | 29:25   | HC Zagreb              | Trondheim Spektrum, Trondheim Zuschauer: 4615 Schiedsrichter: Bíró, Kiss |
| Mi., 25. September 2024 18:45 Uhr | meiste Tore: Guðjónsson 11 | (13:13) | meiste Tore: Klarica 8 | Trondheim Spektrum, Trondheim Zuschauer: 4615 Schiedsrichter: Bíró, Kiss |
| Mi., 25. September 2024 18:45 Uhr | Bericht                    |         |                        | Trondheim Spektrum, Trondheim Zuschauer: 4615 Schiedsrichter: Bíró, Kiss |

| Mi., 25. September 2024 18:45 Uhr | Aalborg Håndbold                    | 33:33   | SC Magdeburg                | Sparekassen Danmark Arena, Aalborg Zuschauer: 5500 Schiedsrichter: Boričić, Marković |
| Mi., 25. September 2024 18:45 Uhr | meiste Tore: Nilsson, Wiesmach je 7 | (17:13) | meiste Tore: Kristjánsson 7 | Sparekassen Danmark Arena, Aalborg Zuschauer: 5500 Schiedsrichter: Boričić, Marković |
| Mi., 25. September 2024 18:45 Uhr | Bericht                             |         |                             | Sparekassen Danmark Arena, Aalborg Zuschauer: 5500 Schiedsrichter: Boričić, Marković |

| Mi., 25. September 2024 20:45 Uhr | Industria Kielce          | 28:32   | FC Barcelona              | Hala Legionów, Kielce Zuschauer: 4200 Schiedsrichter: Lah, Sok |
| Mi., 25. September 2024 20:45 Uhr | meiste Tore: Olejniczak 6 | (13:17) | meiste Tore: Richardson 8 | Hala Legionów, Kielce Zuschauer: 4200 Schiedsrichter: Lah, Sok |
| Mi., 25. September 2024 20:45 Uhr | Bericht                   |         |                           | Hala Legionów, Kielce Zuschauer: 4200 Schiedsrichter: Lah, Sok |

| Do., 26. September 2024 18:45 Uhr | OTP Bank-Pick Szeged    | 33:32   | HBC Nantes            | Pick Aréna, Szeged Zuschauer: 5112 Schiedsrichter: Accoto Martins, Accoto Martins |
| Do., 26. September 2024 18:45 Uhr | meiste Tore: Šoštarić 7 | (16:14) | meiste Tore: Rivera 9 | Pick Aréna, Szeged Zuschauer: 5112 Schiedsrichter: Accoto Martins, Accoto Martins |
| Do., 26. September 2024 18:45 Uhr | Bericht                 |         |                       | Pick Aréna, Szeged Zuschauer: 5112 Schiedsrichter: Accoto Martins, Accoto Martins |

| Mi., 9. Oktober 2024 18:45 Uhr | HC Zagreb                 | 30:35   | OTP Bank-Pick Szeged     | Arena Zagreb, Zagreb Zuschauer: 8211 Schiedsrichter: Hansen, Madsen |
| Mi., 9. Oktober 2024 18:45 Uhr | meiste Tore: Bialiauski 9 | (12:19) | meiste Tore: Šoštarić 10 | Arena Zagreb, Zagreb Zuschauer: 8211 Schiedsrichter: Hansen, Madsen |
| Mi., 9. Oktober 2024 18:45 Uhr | Bericht                   |         |                          | Arena Zagreb, Zagreb Zuschauer: 8211 Schiedsrichter: Hansen, Madsen |

| Do., 10. Oktober 2024 20:45 Uhr | SC Magdeburg             | 26:27   | Industria Kielce             | GETEC Arena, Magdeburg Zuschauer: 6200 Schiedsrichter: Marín, García |
| Do., 10. Oktober 2024 20:45 Uhr | meiste Tore: Magnússon 7 | (15:19) | meiste Tore: D. Dujshebaev 7 | GETEC Arena, Magdeburg Zuschauer: 6200 Schiedsrichter: Marín, García |
| Do., 10. Oktober 2024 20:45 Uhr | Bericht                  |         |                              | GETEC Arena, Magdeburg Zuschauer: 6200 Schiedsrichter: Marín, García |

| Do., 10. Oktober 2024 20:45 Uhr | HBC Nantes                         | 44:27   | Kolstad Håndball       | H Arena, Nantes Zuschauer: 5902 Schiedsrichter: Nikolov, Načevski |
| Do., 10. Oktober 2024 20:45 Uhr | meiste Tore: Minne, Odriozola je 6 | (26:11) | meiste Tore: Aalberg 8 | H Arena, Nantes Zuschauer: 5902 Schiedsrichter: Nikolov, Načevski |
| Do., 10. Oktober 2024 20:45 Uhr | Bericht                            |         |                        | H Arena, Nantes Zuschauer: 5902 Schiedsrichter: Nikolov, Načevski |

| Do., 10. Oktober 2024 20:45 Uhr | FC Barcelona                   | 35:27   | Aalborg Håndbold    | Palau Blaugrana, Barcelona Zuschauer: 2112 Schiedsrichter: Mitrevski, Todorovski |
| Do., 10. Oktober 2024 20:45 Uhr | meiste Tore: drei Spieler je 5 | (16:13) | meiste Tore: Munk 8 | Palau Blaugrana, Barcelona Zuschauer: 2112 Schiedsrichter: Mitrevski, Todorovski |
| Do., 10. Oktober 2024 20:45 Uhr | Bericht                        |         |                     | Palau Blaugrana, Barcelona Zuschauer: 2112 Schiedsrichter: Mitrevski, Todorovski |

| Mi., 16. Oktober 2024 18:45 Uhr | HC Zagreb             | 29:31   | FC Barcelona       | Arena Zagreb, Zagreb Zuschauer: 11.732 Schiedsrichter: Erdoğan, Özdeniz |
| Mi., 16. Oktober 2024 18:45 Uhr | meiste Tore: Glavaš 9 | (14:19) | meiste Tore: Mem 6 | Arena Zagreb, Zagreb Zuschauer: 11.732 Schiedsrichter: Erdoğan, Özdeniz |
| Mi., 16. Oktober 2024 18:45 Uhr | Bericht               |         |                    | Arena Zagreb, Zagreb Zuschauer: 11.732 Schiedsrichter: Erdoğan, Özdeniz |

| Mi., 16. Oktober 2024 18:45 Uhr | Aalborg Håndbold               | 29:28   | OTP Bank-Pick Szeged | Sparekassen Danmark Arena, Aalborg Zuschauer: 5348 Schiedsrichter: Kurtagic, Wetterwik |
| Mi., 16. Oktober 2024 18:45 Uhr | meiste Tore: Thurin, Juul je 5 | (16:15) | meiste Tore: Bodó 6  | Sparekassen Danmark Arena, Aalborg Zuschauer: 5348 Schiedsrichter: Kurtagic, Wetterwik |
| Mi., 16. Oktober 2024 18:45 Uhr | Bericht                        |         |                      | Sparekassen Danmark Arena, Aalborg Zuschauer: 5348 Schiedsrichter: Kurtagic, Wetterwik |

| Mi., 16. Oktober 2024 20:45 Uhr | SC Magdeburg             | 28:32   | HBC Nantes            | GETEC Arena, Magdeburg Zuschauer: 5301 Schiedsrichter: Bíró, Kiss |
| Mi., 16. Oktober 2024 20:45 Uhr | meiste Tore: Magnússon 7 | (16:15) | meiste Tore: Minne 10 | GETEC Arena, Magdeburg Zuschauer: 5301 Schiedsrichter: Bíró, Kiss |
| Mi., 16. Oktober 2024 20:45 Uhr | Bericht                  |         |                       | GETEC Arena, Magdeburg Zuschauer: 5301 Schiedsrichter: Bíró, Kiss |

| Do., 17. Oktober 2024 18:45 Uhr | Kolstad Håndball                 | 32:33   | Industria Kielce               | Trondheim Spektrum, Trondheim Zuschauer: 4852 Schiedsrichter: Schulze, Tönnies |
| Do., 17. Oktober 2024 18:45 Uhr | meiste Tore: Jeppsson, Lyse je 8 | (17:17) | meiste Tore: Moryto, Nahi je 8 | Trondheim Spektrum, Trondheim Zuschauer: 4852 Schiedsrichter: Schulze, Tönnies |
| Do., 17. Oktober 2024 18:45 Uhr | Bericht                          |         |                                | Trondheim Spektrum, Trondheim Zuschauer: 4852 Schiedsrichter: Schulze, Tönnies |

| Mi., 23. Oktober 2024 20:45 Uhr | Industria Kielce                  | 28:35   | Aalborg Håndbold         | Hala Legionów, Kielce Zuschauer: 4200 Schiedsrichter: Accoto Martins, Accoto Martins |
| Mi., 23. Oktober 2024 20:45 Uhr | meiste Tore: Maqueda, Moryto je 5 | (12:18) | meiste Tore: Arnoldsen 9 | Hala Legionów, Kielce Zuschauer: 4200 Schiedsrichter: Accoto Martins, Accoto Martins |
| Mi., 23. Oktober 2024 20:45 Uhr | Bericht                           |         |                          | Hala Legionów, Kielce Zuschauer: 4200 Schiedsrichter: Accoto Martins, Accoto Martins |

| Mi., 23. Oktober 2024 20:45 Uhr | HBC Nantes         | 32:29   | HC Zagreb               | H Arena, Nantes Zuschauer: 5902 Schiedsrichter: Caçador, Nicolau |
| Mi., 23. Oktober 2024 20:45 Uhr | meiste Tore: Bos 7 | (15:15) | meiste Tore: Pavlović 7 | H Arena, Nantes Zuschauer: 5902 Schiedsrichter: Caçador, Nicolau |
| Mi., 23. Oktober 2024 20:45 Uhr | Bericht            |         |                         | H Arena, Nantes Zuschauer: 5902 Schiedsrichter: Caçador, Nicolau |

| Do., 24. Oktober 2024 18:45 Uhr | OTP Bank-Pick Szeged                   | 27:29   | Kolstad Håndball       | Pick Aréna, Szeged Zuschauer: 4870 Schiedsrichter: Pavićević, Ražnatović |
| Do., 24. Oktober 2024 18:45 Uhr | meiste Tore: Šoštarić, Garciandia je 9 | (11:12) | meiste Tore: Aalberg 7 | Pick Aréna, Szeged Zuschauer: 4870 Schiedsrichter: Pavićević, Ražnatović |
| Do., 24. Oktober 2024 18:45 Uhr | Bericht                                |         |                        | Pick Aréna, Szeged Zuschauer: 4870 Schiedsrichter: Pavićević, Ražnatović |

| Do., 24. Oktober 2024 20:45 Uhr | FC Barcelona         | 32:26   | SC Magdeburg           | Palau Blaugrana, Barcelona Zuschauer: 3552 Schiedsrichter: Gasmi, Gasmi |
| Do., 24. Oktober 2024 20:45 Uhr | meiste Tore: Gómez 8 | (16:11) | meiste Tore: Zehnder 6 | Palau Blaugrana, Barcelona Zuschauer: 3552 Schiedsrichter: Gasmi, Gasmi |
| Do., 24. Oktober 2024 20:45 Uhr | Bericht              |         |                        | Palau Blaugrana, Barcelona Zuschauer: 3552 Schiedsrichter: Gasmi, Gasmi |

| Mi., 30. Oktober 2024 18:45 Uhr | SC Magdeburg           | 36:24   | HC Zagreb             | GETEC Arena, Magdeburg Zuschauer: 6479 Schiedsrichter: Covalciuc, Covalciuc |
| Mi., 30. Oktober 2024 18:45 Uhr | meiste Tore: Persson 7 | (16:12) | meiste Tore: Glavaš 6 | GETEC Arena, Magdeburg Zuschauer: 6479 Schiedsrichter: Covalciuc, Covalciuc |
| Mi., 30. Oktober 2024 18:45 Uhr | Bericht                |         |                       | GETEC Arena, Magdeburg Zuschauer: 6479 Schiedsrichter: Covalciuc, Covalciuc |

| Mi., 30. Oktober 2024 18:45 Uhr | OTP Bank-Pick Szeged           | 28:27   | Industria Kielce    | Pick Aréna, Szeged Zuschauer: 6237 Schiedsrichter: Nikolov, Načevski |
| Mi., 30. Oktober 2024 18:45 Uhr | meiste Tore: drei Spieler je 5 | (15:13) | meiste Tore: Nahi 7 | Pick Aréna, Szeged Zuschauer: 6237 Schiedsrichter: Nikolov, Načevski |
| Mi., 30. Oktober 2024 18:45 Uhr | Bericht                        |         |                     | Pick Aréna, Szeged Zuschauer: 6237 Schiedsrichter: Nikolov, Načevski |

| Mi., 30. Oktober 2024 18:45 Uhr | Kolstad Håndball       | 25:24   | Aalborg Håndbold         | Trondheim Spektrum, Trondheim Zuschauer: 6012 Schiedsrichter: Lah, Sok |
| Mi., 30. Oktober 2024 18:45 Uhr | meiste Tore: Søndenå 6 | (12:11) | meiste Tore: Arnoldsen 7 | Trondheim Spektrum, Trondheim Zuschauer: 6012 Schiedsrichter: Lah, Sok |
| Mi., 30. Oktober 2024 18:45 Uhr | Bericht                |         |                          | Trondheim Spektrum, Trondheim Zuschauer: 6012 Schiedsrichter: Lah, Sok |

| Do., 31. Oktober 2024 20:45 Uhr | HBC Nantes           | 31:31   | FC Barcelona       | H Arena, Nantes Zuschauer: 5902 Schiedsrichter: Konjičanin, Konjičanin |
| Do., 31. Oktober 2024 20:45 Uhr | meiste Tore: Minne 7 | (14:17) | meiste Tore: Mem 9 | H Arena, Nantes Zuschauer: 5902 Schiedsrichter: Konjičanin, Konjičanin |
| Do., 31. Oktober 2024 20:45 Uhr | Bericht              |         |                    | H Arena, Nantes Zuschauer: 5902 Schiedsrichter: Konjičanin, Konjičanin |

| Mi., 20. November 2024 18:45 Uhr | HC Zagreb              | 22:18  | SC Magdeburg                   | Arena Zagreb, Zagreb Zuschauer: 6107 Schiedsrichter: Konjičanin, Konjičanin |
| Mi., 20. November 2024 18:45 Uhr | meiste Tore: Klarica 7 | (11:7) | meiste Tore: drei Spieler je 3 | Arena Zagreb, Zagreb Zuschauer: 6107 Schiedsrichter: Konjičanin, Konjičanin |
| Mi., 20. November 2024 18:45 Uhr | Bericht                |        |                                | Arena Zagreb, Zagreb Zuschauer: 6107 Schiedsrichter: Konjičanin, Konjičanin |

| Mi., 20. November 2024 18:45 Uhr | Aalborg Håndbold    | 30:28   | Kolstad Håndball       | Sparekassen Danmark Arena, Aalborg Zuschauer: 5237 Schiedsrichter: Caçador, Nicolau |
| Mi., 20. November 2024 18:45 Uhr | meiste Tore: Juul 7 | (13:14) | meiste Tore: Søndenå 8 | Sparekassen Danmark Arena, Aalborg Zuschauer: 5237 Schiedsrichter: Caçador, Nicolau |
| Mi., 20. November 2024 18:45 Uhr | Bericht             |         |                        | Sparekassen Danmark Arena, Aalborg Zuschauer: 5237 Schiedsrichter: Caçador, Nicolau |

| Do., 21. November 2024 20:45 Uhr | Industria Kielce      | 31:35   | OTP Bank-Pick Szeged    | Hala Legionów, Kielce Zuschauer: 4200 Schiedsrichter: Boričić, Marković |
| Do., 21. November 2024 20:45 Uhr | meiste Tore: Moryto 7 | (19:17) | meiste Tore: Šoštarić 6 | Hala Legionów, Kielce Zuschauer: 4200 Schiedsrichter: Boričić, Marković |
| Do., 21. November 2024 20:45 Uhr | Bericht               |         |                         | Hala Legionów, Kielce Zuschauer: 4200 Schiedsrichter: Boričić, Marković |

| Do., 21. November 2024 20:45 Uhr | FC Barcelona             | 36:30   | HBC Nantes         | Palau Blaugrana, Barcelona Zuschauer: 2268 Schiedsrichter: Horváth, Marton |
| Do., 21. November 2024 20:45 Uhr | meiste Tore: N’Guessan 8 | (19:14) | meiste Tore: Bos 8 | Palau Blaugrana, Barcelona Zuschauer: 2268 Schiedsrichter: Horváth, Marton |
| Do., 21. November 2024 20:45 Uhr | Bericht                  |         |                    | Palau Blaugrana, Barcelona Zuschauer: 2268 Schiedsrichter: Horváth, Marton |

| Mi., 27. November 2024 18:45 Uhr | Kolstad Håndball               | 33:36   | OTP Bank-Pick Szeged    | Trondheim Spektrum, Trondheim Zuschauer: 6087 Schiedsrichter: Elíasson, Pálsson |
| Mi., 27. November 2024 18:45 Uhr | meiste Tore: drei Spieler je 6 | (16:17) | meiste Tore: Šoštarić 7 | Trondheim Spektrum, Trondheim Zuschauer: 6087 Schiedsrichter: Elíasson, Pálsson |
| Mi., 27. November 2024 18:45 Uhr | Bericht                        |         |                         | Trondheim Spektrum, Trondheim Zuschauer: 6087 Schiedsrichter: Elíasson, Pálsson |

| Mi., 27. November 2024 18:45 Uhr | Aalborg Håndbold               | 34:26   | Industria Kielce               | Sparekassen Danmark Arena, Aalborg Zuschauer: 5455 Schiedsrichter: Pavićević, Ražnatović |
| Mi., 27. November 2024 18:45 Uhr | meiste Tore: Thurin, Vlah je 6 | (20:13) | meiste Tore: fünf Spieler je 3 | Sparekassen Danmark Arena, Aalborg Zuschauer: 5455 Schiedsrichter: Pavićević, Ražnatović |
| Mi., 27. November 2024 18:45 Uhr | Bericht                        |         |                                | Sparekassen Danmark Arena, Aalborg Zuschauer: 5455 Schiedsrichter: Pavićević, Ražnatović |

| Mi., 27. November 2024 20:45 Uhr | SC Magdeburg             | 28:23   | FC Barcelona                   | GETEC Arena, Magdeburg Zuschauer: 6486 Schiedsrichter: Horáček, Novotný |
| Mi., 27. November 2024 20:45 Uhr | meiste Tore: Magnússon 8 | (14:13) | meiste Tore: drei Spieler je 4 | GETEC Arena, Magdeburg Zuschauer: 6486 Schiedsrichter: Horáček, Novotný |
| Mi., 27. November 2024 20:45 Uhr | Bericht                  |         |                                | GETEC Arena, Magdeburg Zuschauer: 6486 Schiedsrichter: Horáček, Novotný |

| Mi., 27. November 2024 20:45 Uhr | HC Zagreb              | 22:25   | HBC Nantes             | Arena Zagreb, Zagreb Zuschauer: 4705 Schiedsrichter: Kurtagic, Wetterwik |
| Mi., 27. November 2024 20:45 Uhr | meiste Tore: Walczak 6 | (12:13) | meiste Tore: Tournat 7 | Arena Zagreb, Zagreb Zuschauer: 4705 Schiedsrichter: Kurtagic, Wetterwik |
| Mi., 27. November 2024 20:45 Uhr | Bericht                |         |                        | Arena Zagreb, Zagreb Zuschauer: 4705 Schiedsrichter: Kurtagic, Wetterwik |

| Mi., 4. Dezember 2024 18:45 Uhr | Industria Kielce                        | 31:30   | Kolstad Håndball       | Hala Legionów, Kielce Zuschauer: 4050 Schiedsrichter: Konjičanin, Konjičanin |
| Mi., 4. Dezember 2024 18:45 Uhr | meiste Tore: A. Dujshebaev, Moryto je 6 | (15:13) | meiste Tore: Sagosen 6 | Hala Legionów, Kielce Zuschauer: 4050 Schiedsrichter: Konjičanin, Konjičanin |
| Mi., 4. Dezember 2024 18:45 Uhr | Bericht                                 |         |                        | Hala Legionów, Kielce Zuschauer: 4050 Schiedsrichter: Konjičanin, Konjičanin |

| Mi., 4. Dezember 2024 20:45 Uhr | HBC Nantes                     | 29:28   | SC Magdeburg                          | Hall XXL, Nantes Zuschauer: 10.356 Schiedsrichter: Hansen, Madsen |
| Mi., 4. Dezember 2024 20:45 Uhr | meiste Tore: vier Spieler je 5 | (11:15) | meiste Tore: Zehnder, Pettersson je 6 | Hall XXL, Nantes Zuschauer: 10.356 Schiedsrichter: Hansen, Madsen |
| Mi., 4. Dezember 2024 20:45 Uhr | Bericht                        |         |                                       | Hall XXL, Nantes Zuschauer: 10.356 Schiedsrichter: Hansen, Madsen |

| Do., 5. Dezember 2024 18:45 Uhr | OTP Bank-Pick Szeged     | 30:32   | Aalborg Håndbold                    | Pick Aréna, Szeged Zuschauer: 7050 Schiedsrichter: Marín, García |
| Do., 5. Dezember 2024 18:45 Uhr | meiste Tore: Šoštarić 12 | (17:16) | meiste Tore: Arnoldsen, Thurin je 8 | Pick Aréna, Szeged Zuschauer: 7050 Schiedsrichter: Marín, García |
| Do., 5. Dezember 2024 18:45 Uhr | Bericht                  |         |                                     | Pick Aréna, Szeged Zuschauer: 7050 Schiedsrichter: Marín, García |

| Do., 5. Dezember 2024 20:45 Uhr | FC Barcelona               | 38:30   | HC Zagreb              | Palau Blaugrana, Barcelona Zuschauer: 2981 Schiedsrichter: Sekulić, Jovandić |
| Do., 5. Dezember 2024 20:45 Uhr | meiste Tore: Richardson 11 | (23:16) | meiste Tore: Dibirow 8 | Palau Blaugrana, Barcelona Zuschauer: 2981 Schiedsrichter: Sekulić, Jovandić |
| Do., 5. Dezember 2024 20:45 Uhr | Bericht                    |         |                        | Palau Blaugrana, Barcelona Zuschauer: 2981 Schiedsrichter: Sekulić, Jovandić |

| Mi., 12. Februar 2025 18:45 Uhr | OTP Bank-Pick Szeged    | 26:27   | HC Zagreb           | Pick Aréna, Szeged Zuschauer: 4878 Schiedsrichter: Mitrevski, Todorovski |
| Mi., 12. Februar 2025 18:45 Uhr | meiste Tore: Šoštarić 8 | (13:15) | meiste Tore: Srna 8 | Pick Aréna, Szeged Zuschauer: 4878 Schiedsrichter: Mitrevski, Todorovski |
| Mi., 12. Februar 2025 18:45 Uhr | Bericht                 |         |                     | Pick Aréna, Szeged Zuschauer: 4878 Schiedsrichter: Mitrevski, Todorovski |

| Mi., 12. Februar 2025 18:45 Uhr | Kolstad Håndball    | 29:28   | HBC Nantes            | Trondheim Spektrum, Trondheim Zuschauer: 4137 Schiedsrichter: Accoto Martins, Accoto Martins |
| Mi., 12. Februar 2025 18:45 Uhr | meiste Tore: Lyse 7 | (18:11) | meiste Tore: Rivera 7 | Trondheim Spektrum, Trondheim Zuschauer: 4137 Schiedsrichter: Accoto Martins, Accoto Martins |
| Mi., 12. Februar 2025 18:45 Uhr | Bericht             |         |                       | Trondheim Spektrum, Trondheim Zuschauer: 4137 Schiedsrichter: Accoto Martins, Accoto Martins |

| Mi., 12. Februar 2025 18:45 Uhr | Aalborg Håndbold         | 36:35   | FC Barcelona       | Sparekassen Danmark Arena, Aalborg Zuschauer: 5500 Schiedsrichter: Erdoğan, Özdeniz |
| Mi., 12. Februar 2025 18:45 Uhr | meiste Tore: Arnoldsen 9 | (23:18) | meiste Tore: Mem 9 | Sparekassen Danmark Arena, Aalborg Zuschauer: 5500 Schiedsrichter: Erdoğan, Özdeniz |
| Mi., 12. Februar 2025 18:45 Uhr | Bericht                  |         |                    | Sparekassen Danmark Arena, Aalborg Zuschauer: 5500 Schiedsrichter: Erdoğan, Özdeniz |

| Mi., 12. Februar 2025 20:45 Uhr | Industria Kielce                          | 25:29   | SC Magdeburg                    | Hala Legionów, Kielce Zuschauer: 4200 Schiedsrichter: Horváth, Marton |
| Mi., 12. Februar 2025 20:45 Uhr | meiste Tore: D. Dujshebaev, Karaljok je 6 | (10:16) | meiste Tore: Musche, Claar je 7 | Hala Legionów, Kielce Zuschauer: 4200 Schiedsrichter: Horváth, Marton |
| Mi., 12. Februar 2025 20:45 Uhr | Bericht                                   |         |                                 | Hala Legionów, Kielce Zuschauer: 4200 Schiedsrichter: Horváth, Marton |

| Mi., 19. Februar 2025 18:45 Uhr | HC Zagreb                 | 25:25   | Kolstad Håndball        | Arena Zagreb, Zagreb Zuschauer: 13.524 Schiedsrichter: Lah, Sok |
| Mi., 19. Februar 2025 18:45 Uhr | meiste Tore: Bialiauski 8 | (13:16) | meiste Tore: Jeppsson 7 | Arena Zagreb, Zagreb Zuschauer: 13.524 Schiedsrichter: Lah, Sok |
| Mi., 19. Februar 2025 18:45 Uhr | Bericht                   |         |                         | Arena Zagreb, Zagreb Zuschauer: 13.524 Schiedsrichter: Lah, Sok |

| Mi., 19. Februar 2025 20:45 Uhr | SC Magdeburg                      | 32:31   | Aalborg Håndbold    | GETEC Arena, Magdeburg Zuschauer: 6337 Schiedsrichter: Nikolov, Načevski |
| Mi., 19. Februar 2025 20:45 Uhr | meiste Tore: Claar, Damgaard je 8 | (17:17) | meiste Tore: Juul 8 | GETEC Arena, Magdeburg Zuschauer: 6337 Schiedsrichter: Nikolov, Načevski |
| Mi., 19. Februar 2025 20:45 Uhr | Bericht                           |         |                     | GETEC Arena, Magdeburg Zuschauer: 6337 Schiedsrichter: Nikolov, Načevski |

| Mi., 19. Februar 2025 20:45 Uhr | HBC Nantes         | 32:29   | OTP Bank-Pick Szeged           | H Arena, Nantes Zuschauer: 5902 Schiedsrichter: Horáček, Novotný |
| Mi., 19. Februar 2025 20:45 Uhr | meiste Tore: Bos 8 | (19:16) | meiste Tore: fünf Spieler je 5 | H Arena, Nantes Zuschauer: 5902 Schiedsrichter: Horáček, Novotný |
| Mi., 19. Februar 2025 20:45 Uhr | Bericht            |         |                                | H Arena, Nantes Zuschauer: 5902 Schiedsrichter: Horáček, Novotný |

| Do., 20. Februar 2025 20:45 Uhr | FC Barcelona             | 30:28   | Industria Kielce       | Palau Blaugrana, Barcelona Zuschauer: 3533 Schiedsrichter: Kurtagic, Wetterwik |
| Do., 20. Februar 2025 20:45 Uhr | meiste Tore: N’Guessan 6 | (14:13) | meiste Tore: Maqueda 6 | Palau Blaugrana, Barcelona Zuschauer: 3533 Schiedsrichter: Kurtagic, Wetterwik |
| Do., 20. Februar 2025 20:45 Uhr | Bericht                  |         |                        | Palau Blaugrana, Barcelona Zuschauer: 3533 Schiedsrichter: Kurtagic, Wetterwik |

| Mi., 26. Februar 2025 18:45 Uhr | Aalborg Håndbold               | 33:30   | HC Zagreb             | Sparekassen Danmark Arena, Aalborg Zuschauer: 5445 Schiedsrichter: Brkić, Jusufhodžić |
| Mi., 26. Februar 2025 18:45 Uhr | meiste Tore: vier Spieler je 5 | (15:17) | meiste Tore: Glavaš 8 | Sparekassen Danmark Arena, Aalborg Zuschauer: 5445 Schiedsrichter: Brkić, Jusufhodžić |
| Mi., 26. Februar 2025 18:45 Uhr | Bericht                        |         |                       | Sparekassen Danmark Arena, Aalborg Zuschauer: 5445 Schiedsrichter: Brkić, Jusufhodžić |

| Mi., 26. Februar 2025 20:45 Uhr | Industria Kielce    | 28:28   | HBC Nantes            | Hala Legionów, Kielce Zuschauer: 4200 Schiedsrichter: Nikolov, Načevski |
| Mi., 26. Februar 2025 20:45 Uhr | meiste Tore: Nahi 7 | (14:12) | meiste Tore: Rivera 6 | Hala Legionów, Kielce Zuschauer: 4200 Schiedsrichter: Nikolov, Načevski |
| Mi., 26. Februar 2025 20:45 Uhr | Bericht             |         |                       | Hala Legionów, Kielce Zuschauer: 4200 Schiedsrichter: Nikolov, Načevski |

| Do., 27. Februar 2025 18:45 Uhr | OTP Bank-Pick Szeged    | 29:29   | FC Barcelona         | Pick Aréna, Szeged Zuschauer: 7770 Schiedsrichter: Covalciuc, Covalciuc |
| Do., 27. Februar 2025 18:45 Uhr | meiste Tore: Šoštarić 6 | (17:14) | meiste Tore: Gómez 6 | Pick Aréna, Szeged Zuschauer: 7770 Schiedsrichter: Covalciuc, Covalciuc |
| Do., 27. Februar 2025 18:45 Uhr | Bericht                 |         |                      | Pick Aréna, Szeged Zuschauer: 7770 Schiedsrichter: Covalciuc, Covalciuc |

| Do., 27. Februar 2025 18:45 Uhr | Kolstad Håndball         | 31:27   | SC Magdeburg          | Kolstad Arena, Saupstad Zuschauer: 2450 Schiedsrichter: Kurtagic, Wetterwik |
| Do., 27. Februar 2025 18:45 Uhr | meiste Tore: Jeppsson 11 | (15:14) | meiste Tore: Musche 9 | Kolstad Arena, Saupstad Zuschauer: 2450 Schiedsrichter: Kurtagic, Wetterwik |
| Do., 27. Februar 2025 18:45 Uhr | Bericht                  |         |                       | Kolstad Arena, Saupstad Zuschauer: 2450 Schiedsrichter: Kurtagic, Wetterwik |

| Mi., 5. März 2025 18:45 Uhr | SC Magdeburg          | 31:24   | OTP Bank-Pick Szeged     | GETEC Arena, Magdeburg Zuschauer: 6293 Schiedsrichter: Pavićević, Ražnatović |
| Mi., 5. März 2025 18:45 Uhr | meiste Tore: Musche 9 | (13:13) | meiste Tore: Šoštarić 11 | GETEC Arena, Magdeburg Zuschauer: 6293 Schiedsrichter: Pavićević, Ražnatović |
| Mi., 5. März 2025 18:45 Uhr | Bericht               |         |                          | GETEC Arena, Magdeburg Zuschauer: 6293 Schiedsrichter: Pavićević, Ražnatović |

| Mi., 5. März 2025 18:45 Uhr | HC Zagreb                         | 26:27   | Industria Kielce               | Arena Zagreb, Zagreb Zuschauer: 6478 Schiedsrichter: Accoto Martins, Accoto Martins |
| Mi., 5. März 2025 18:45 Uhr | meiste Tore: Klarica, Glavaš je 5 | (12:15) | meiste Tore: Kaddah, Nahi je 5 | Arena Zagreb, Zagreb Zuschauer: 6478 Schiedsrichter: Accoto Martins, Accoto Martins |
| Mi., 5. März 2025 18:45 Uhr | Bericht                           |         |                                | Arena Zagreb, Zagreb Zuschauer: 6478 Schiedsrichter: Accoto Martins, Accoto Martins |

| Mi., 5. März 2025 18:45 Uhr | FC Barcelona         | 36:27   | Kolstad Håndball         | Palau Blaugrana, Barcelona Zuschauer: 1516 Schiedsrichter: Mitrevski, Todorovski |
| Mi., 5. März 2025 18:45 Uhr | meiste Tore: Gómez 6 | (18:13) | meiste Tore: Jeppsson 10 | Palau Blaugrana, Barcelona Zuschauer: 1516 Schiedsrichter: Mitrevski, Todorovski |
| Mi., 5. März 2025 18:45 Uhr | Bericht              |         |                          | Palau Blaugrana, Barcelona Zuschauer: 1516 Schiedsrichter: Mitrevski, Todorovski |

| Mi., 5. März 2025 20:45 Uhr | HBC Nantes                      | 29:29   | Aalborg Håndbold               | H Arena, Nantes Zuschauer: 5902 Schiedsrichter: Sekulić, Jovandić |
| Mi., 5. März 2025 20:45 Uhr | meiste Tore: Briet, Rivera je 6 | (18:14) | meiste Tore: drei Spieler je 5 | H Arena, Nantes Zuschauer: 5902 Schiedsrichter: Sekulić, Jovandić |
| Mi., 5. März 2025 20:45 Uhr | Bericht                         |         |                                | H Arena, Nantes Zuschauer: 5902 Schiedsrichter: Sekulić, Jovandić |

### Play-off-Spiele
In den Play-off-Spielen traten die Teams, die in der Gruppenphase die Plätze 3 bis 6 belegten, über Kreuz gegeneinander an. Die Hinspiele fanden am 26./27. März, die Rückspiele am 2./3. April statt.
| Mannschaft 1         | Ergebnis | Mannschaft 2        | Hinspiel | Rückspiel |
| -------------------- | -------- | ------------------- | -------- | --------- |
| Industria Kielce     | 64:70    | Füchse Berlin       | 27:33    | 37:37     |
| Orlen Wisła Płock    | 52:54    | HBC Nantes          | 28:25    | 24:29     |
| OTP Bank-Pick Szeged | 65:56    | Paris Saint-Germain | 30:31    | 35:25     |
| Dinamo Bukarest      | 55:65    | SC Magdeburg        | 26:30    | 29:35     |

#### Hinspiele
| Mi., 26. März 2025 18:45 Uhr | Dinamo Bukarest         | 26:30   | SC Magdeburg             | Polyvalent Hall, Bukarest Zuschauer: 4100 Schiedsrichter: Bíró, Kiss |
| Mi., 26. März 2025 18:45 Uhr | meiste Tore: Akimenko 6 | (11:16) | meiste Tore: Magnússon 6 | Polyvalent Hall, Bukarest Zuschauer: 4100 Schiedsrichter: Bíró, Kiss |
| Mi., 26. März 2025 18:45 Uhr | Bericht                 |         |                          | Polyvalent Hall, Bukarest Zuschauer: 4100 Schiedsrichter: Bíró, Kiss |

| Mi., 26. März 2025 20:45 Uhr | Industria Kielce    | 27:33   | Füchse Berlin             | Hala Legionów, Kielce Zuschauer: 4200 Schiedsrichter: Pavićević, Ražnatović |
| Mi., 26. März 2025 20:45 Uhr | meiste Tore: Nahi 6 | (14:12) | meiste Tore: Andersson 13 | Hala Legionów, Kielce Zuschauer: 4200 Schiedsrichter: Pavićević, Ražnatović |
| Mi., 26. März 2025 20:45 Uhr | Bericht             |         |                           | Hala Legionów, Kielce Zuschauer: 4200 Schiedsrichter: Pavićević, Ražnatović |

| Do., 27. März 2025 18:45 Uhr | OTP Bank-Pick Szeged | 30:31   | Paris Saint-Germain    | Pick Aréna, Szeged Zuschauer: 6603 Schiedsrichter: Kurtagic, Wetterwik |
| Do., 27. März 2025 18:45 Uhr | meiste Tore: Kukić 6 | (13:14) | meiste Tore: Syprzak 8 | Pick Aréna, Szeged Zuschauer: 6603 Schiedsrichter: Kurtagic, Wetterwik |
| Do., 27. März 2025 18:45 Uhr | Bericht              |         |                        | Pick Aréna, Szeged Zuschauer: 6603 Schiedsrichter: Kurtagic, Wetterwik |

| Do., 27. März 2025 20:45 Uhr | Orlen Wisła Płock        | 28:25   | HBC Nantes         | Orlen Arena, Płock Zuschauer: 5284 Schiedsrichter: Covalciuc, Covalciuc |
| Do., 27. März 2025 20:45 Uhr | meiste Tore: Krajewski 8 | (17:12) | meiste Tore: Bos 6 | Orlen Arena, Płock Zuschauer: 5284 Schiedsrichter: Covalciuc, Covalciuc |
| Do., 27. März 2025 20:45 Uhr | Bericht                  |         |                    | Orlen Arena, Płock Zuschauer: 5284 Schiedsrichter: Covalciuc, Covalciuc |

#### Rückspiele
| Mi., 2. April 2025 18:45 Uhr | Füchse Berlin          | 37:37   | Industria Kielce     | Max-Schmeling-Halle, Berlin Zuschauer: 8819 Schiedsrichter: Lah, Sok |
| Mi., 2. April 2025 18:45 Uhr | meiste Tore: Gidsel 12 | (21:24) | meiste Tore: Sićko 8 | Max-Schmeling-Halle, Berlin Zuschauer: 8819 Schiedsrichter: Lah, Sok |
| Mi., 2. April 2025 18:45 Uhr | Bericht                |         |                      | Max-Schmeling-Halle, Berlin Zuschauer: 8819 Schiedsrichter: Lah, Sok |

| Mi., 2. April 2025 20:45 Uhr | SC Magdeburg             | 35:29   | Dinamo Bukarest        | Anhalt-Arena, Dessau Zuschauer: 2424 Schiedsrichter: Álvarez, Bustamante |
| Mi., 2. April 2025 20:45 Uhr | meiste Tore: Magnússon 8 | (21:10) | meiste Tore: Vujović 6 | Anhalt-Arena, Dessau Zuschauer: 2424 Schiedsrichter: Álvarez, Bustamante |
| Mi., 2. April 2025 20:45 Uhr | Bericht                  |         |                        | Anhalt-Arena, Dessau Zuschauer: 2424 Schiedsrichter: Álvarez, Bustamante |

| Mi., 2. April 2025 20:45 Uhr | HBC Nantes          | 29:24  | Orlen Wisła Płock          | H Arena, Nantes Zuschauer: 5902 Schiedsrichter: Mitrevski, Todorovski |
| Mi., 2. April 2025 20:45 Uhr | meiste Tore: Abdi 6 | (17:8) | meiste Tore: Michałowicz 6 | H Arena, Nantes Zuschauer: 5902 Schiedsrichter: Mitrevski, Todorovski |
| Mi., 2. April 2025 20:45 Uhr | Bericht             |        |                            | H Arena, Nantes Zuschauer: 5902 Schiedsrichter: Mitrevski, Todorovski |

| Do., 3. April 2025 20:45 Uhr | Paris Saint-Germain    | 25:35   | OTP Bank-Pick Szeged    | Stade Pierre de Coubertin, Paris Zuschauer: 2716 Schiedsrichter: Accoto Martins, Accoto Martins |
| Do., 3. April 2025 20:45 Uhr | meiste Tore: Syprzak 8 | (11:17) | meiste Tore: Šoštarić 7 | Stade Pierre de Coubertin, Paris Zuschauer: 2716 Schiedsrichter: Accoto Martins, Accoto Martins |
| Do., 3. April 2025 20:45 Uhr | Bericht                |         |                         | Stade Pierre de Coubertin, Paris Zuschauer: 2716 Schiedsrichter: Accoto Martins, Accoto Martins |

### Viertelfinale
| Mannschaft 1         | Ergebnis | Mannschaft 2      | Hinspiel | Rückspiel |
| -------------------- | -------- | ----------------- | -------- | --------- |
| SC Magdeburg         | 54:53    | ONE Veszprém      | 26:26    | 28:27     |
| OTP Bank-Pick Szeged | 54:56    | FC Barcelona      | 24:27    | 30:29     |
| HBC Nantes           | 60:57    | Sporting Lissabon | 28:27    | 32:30     |
| Füchse Berlin        | 77:65    | Aalborg Håndbold  | 37:29    | 40:36     |

#### Hinspiele
| Mi., 23. April 2025 18:45 Uhr | SC Magdeburg             | 26:26   | ONE Veszprém            | GETEC Arena, Magdeburg Zuschauer: 6263 Schiedsrichter: Horáček, Novotný |
| Mi., 23. April 2025 18:45 Uhr | meiste Tore: Lagergren 8 | (11:14) | meiste Tore: Fabregas 9 | GETEC Arena, Magdeburg Zuschauer: 6263 Schiedsrichter: Horáček, Novotný |
| Mi., 23. April 2025 18:45 Uhr | Bericht                  |         |                         | GETEC Arena, Magdeburg Zuschauer: 6263 Schiedsrichter: Horáček, Novotný |

| Mi., 23. April 2025 20:45 Uhr | HBC Nantes           | 28:27   | Sporting Lissabon       | H Arena, Nantes Zuschauer: 5902 Schiedsrichter: Schulze, Tönnies |
| Mi., 23. April 2025 20:45 Uhr | meiste Tore: Minne 7 | (13:10) | meiste Tore: M. Costa 8 | H Arena, Nantes Zuschauer: 5902 Schiedsrichter: Schulze, Tönnies |
| Mi., 23. April 2025 20:45 Uhr | Bericht              |         |                         | H Arena, Nantes Zuschauer: 5902 Schiedsrichter: Schulze, Tönnies |

| Do., 24. April 2025 18:45 Uhr | OTP Bank-Pick Szeged    | 24:27  | FC Barcelona        | Pick Aréna, Szeged Zuschauer: 7993 Schiedsrichter: Elíasson, Pálsson |
| Do., 24. April 2025 18:45 Uhr | meiste Tore: Šoštarić 8 | (10:9) | meiste Tore: Mem 10 | Pick Aréna, Szeged Zuschauer: 7993 Schiedsrichter: Elíasson, Pálsson |
| Do., 24. April 2025 18:45 Uhr | Bericht                 |        |                     | Pick Aréna, Szeged Zuschauer: 7993 Schiedsrichter: Elíasson, Pálsson |

| Do., 24. April 2025 20:45 Uhr | Füchse Berlin          | 37:29   | Aalborg Håndbold     | Max-Schmeling-Halle, Berlin Zuschauer: 8520 Schiedsrichter: Marín, García |
| Do., 24. April 2025 20:45 Uhr | meiste Tore: Gidsel 11 | (14:15) | meiste Tore: Hoxer 7 | Max-Schmeling-Halle, Berlin Zuschauer: 8520 Schiedsrichter: Marín, García |
| Do., 24. April 2025 20:45 Uhr | Bericht                |         |                      | Max-Schmeling-Halle, Berlin Zuschauer: 8520 Schiedsrichter: Marín, García |

#### Rückspiele
| Mi., 30. April 2025 18:45 Uhr | Aalborg Håndbold        | 36:40   | Füchse Berlin         | Sparekassen Danmark Arena, Aalborg Zuschauer: 5500 Schiedsrichter: Nikolov, Načevski |
| Mi., 30. April 2025 18:45 Uhr | meiste Tore: Bjørnsen 9 | (20:21) | meiste Tore: Gidsel 9 | Sparekassen Danmark Arena, Aalborg Zuschauer: 5500 Schiedsrichter: Nikolov, Načevski |
| Mi., 30. April 2025 18:45 Uhr | Bericht                 |         |                       | Sparekassen Danmark Arena, Aalborg Zuschauer: 5500 Schiedsrichter: Nikolov, Načevski |

| Mi., 30. April 2025 20:45 Uhr | Sporting Lissabon       | 30:32   | HBC Nantes           | Pavilhão João Rocha, Lissabon Zuschauer: 2667 Schiedsrichter: Konjičanin, Konjičanin |
| Mi., 30. April 2025 20:45 Uhr | meiste Tore: M. Costa 8 | (15:16) | meiste Tore: Minne 8 | Pavilhão João Rocha, Lissabon Zuschauer: 2667 Schiedsrichter: Konjičanin, Konjičanin |
| Mi., 30. April 2025 20:45 Uhr | Bericht                 |         |                      | Pavilhão João Rocha, Lissabon Zuschauer: 2667 Schiedsrichter: Konjičanin, Konjičanin |

| Do., 1. Mai 2025 18:45 Uhr | ONE Veszprém            | 27:28   | SC Magdeburg         | Veszprém Arena, Veszprém Schiedsrichter: Jørum, Kleven |
| Do., 1. Mai 2025 18:45 Uhr | meiste Tore: Fabregas 7 | (13:13) | meiste Tore: Claar 7 | Veszprém Arena, Veszprém Schiedsrichter: Jørum, Kleven |
| Do., 1. Mai 2025 18:45 Uhr | Bericht                 |         |                      | Veszprém Arena, Veszprém Schiedsrichter: Jørum, Kleven |

| Do., 1. Mai 2025 20:45 Uhr | FC Barcelona       | 29:30   | OTP Bank-Pick Szeged    | Palau Blaugrana, Barcelona Zuschauer: 4268 Schiedsrichter: Boričić, Marković |
| Do., 1. Mai 2025 20:45 Uhr | meiste Tore: Mem 6 | (16:14) | meiste Tore: Frimmel 10 | Palau Blaugrana, Barcelona Zuschauer: 4268 Schiedsrichter: Boričić, Marković |
| Do., 1. Mai 2025 20:45 Uhr | Bericht            |         |                         | Palau Blaugrana, Barcelona Zuschauer: 4268 Schiedsrichter: Boričić, Marković |

### Finalrunde (Final Four)
Das Final Four, offiziell TruckScout24 EHF FINAL4, wurde am 14. und 15. Juni 2025 ausgetragen und fand wie in den vergangenen Jahren in der Lanxess Arena in Köln statt. Wie im Vorjahr konnten sich beide deutschen Vertreter qualifizieren, dieses Mal waren das neben dem SC Magdeburg erstmals seit 2012 die Füchse Berlin. Dauergast FC Barcelona war bereits zum siebten Mal in Folge beim Saisonhöhepunkt in Köln dabei. Komplettiert wurde das Feld durch den HBC Nantes.

#### Halbfinale
| Mannschaft 1  | Ergebnis | Mannschaft 2 |
| ------------- | -------- | ------------ |
| Füchse Berlin | 34:24    | HBC Nantes   |
| FC Barcelona  | 30:31    | SC Magdeburg |

| Sa., 14. Juni 2025 15:00 Uhr | Füchse Berlin                   | 34:24   | HBC Nantes                       | Lanxess Arena, Köln Zuschauer: 20.074 Schiedsrichter: Elíasson, Pálsson |
| Sa., 14. Juni 2025 15:00 Uhr | meiste Tore: Tim Freihöfer (10) | (18:12) | meiste Tore: Nicolas Tournat (6) | Lanxess Arena, Köln Zuschauer: 20.074 Schiedsrichter: Elíasson, Pálsson |
| Sa., 14. Juni 2025 15:00 Uhr | Strafen: 1× 5× 1×               | Bericht | Strafen: 1× 6×                   | Lanxess Arena, Köln Zuschauer: 20.074 Schiedsrichter: Elíasson, Pálsson |

| Sa., 14. Juni 2025 18:00 Uhr | FC Barcelona              | 30:31   | SC Magdeburg                          | Lanxess Arena, Köln Zuschauer: 20.074 Schiedsrichter: Nikolov, Načevski |
| Sa., 14. Juni 2025 18:00 Uhr | meiste Tore: Dika Mem (8) | (18:18) | meiste Tore: Ómar Ingi Magnússon (11) | Lanxess Arena, Köln Zuschauer: 20.074 Schiedsrichter: Nikolov, Načevski |
| Sa., 14. Juni 2025 18:00 Uhr | Strafen: 2× 3×            | Bericht | Strafen: 4×                           | Lanxess Arena, Köln Zuschauer: 20.074 Schiedsrichter: Nikolov, Načevski |

#### Spiel um Platz 3
| So., 15. Juni 2025 15:00 Uhr | HBC Nantes               | 30:25   | FC Barcelona              | Lanxess Arena, Köln Zuschauer: 20.074 Schiedsrichter: Covalciuc, Covalciuc |
| So., 15. Juni 2025 15:00 Uhr | meiste Tore: Odriozola 6 | (14:9)  | meiste Tore: Richardson 8 | Lanxess Arena, Köln Zuschauer: 20.074 Schiedsrichter: Covalciuc, Covalciuc |
| So., 15. Juni 2025 15:00 Uhr | Strafen: 1×              | Bericht | Strafen: 4×               | Lanxess Arena, Köln Zuschauer: 20.074 Schiedsrichter: Covalciuc, Covalciuc |

#### Finale (Spiel um Platz 1)
| So., 15. Juni 2025 18:00 Uhr | Füchse Berlin                       | 26:32   | SC Magdeburg                              | Lanxess Arena, Köln Zuschauer: 20.074 Schiedsrichter: Lah, Sok |
| So., 15. Juni 2025 18:00 Uhr | meiste Tore: Gidsel, av Teigum je 7 | (12:16) | meiste Tore: Gísli Þorgeir Kristjánsson 8 | Lanxess Arena, Köln Zuschauer: 20.074 Schiedsrichter: Lah, Sok |
| So., 15. Juni 2025 18:00 Uhr | Strafen: 1× 5×                      | Bericht | Strafen: 2× 1×                            | Lanxess Arena, Köln Zuschauer: 20.074 Schiedsrichter: Lah, Sok |

### Die Siegermannschaft
Der SC Magdeburg mit Trainer Bennet Wiegert nominierte folgende Spieler für den Wettbewerb:

Sergey Hernández, Nikola Portner, Oscar Bergendahl, Felix Claar, Michael Damgaard, Noah Hensen, Tim Hornke, Magnus Saugstrup, Gísli Þorgeir Kristjánsson, Albin Lagergren, Pablo Lange, Ómar Ingi Magnússon, Lukas Mertens, Matthias Musche, Christian O’Sullivan, Isak Persson, Daniel Pettersson, Antonio Serradilla Cuenca, Philipp Weber, Tim Zechel, Manuel Zehnder, Willi Lücke (ohne Einsatz), Oskar Stieglitz (ohne Einsatz), Sebastian Bialas (ohne Einsatz), Julius Drachau (ohne Einsatz), Leon Hein (ohne Einsatz), Josias Liehr (ohne Einsatz) und Leander Schöbe.

## Statistiken

### Beste Torschützen
| Rang | Spieler                   | Verein               | Spiele | Tore | Würfe | Wurfquote (%) |
| ---- | ------------------------- | -------------------- | ------ | ---- | ----- | ------------- |
| 1    | Mathias Gidsel            | Füchse Berlin        | 19     | 135  | 187   | 72,2          |
| 2    | Mario Šoštarić            | OTP Bank-Pick Szeged | 18     | 130  | 176   | 73,9          |
| 3    | Lasse Bredekjær Andersson | Füchse Berlin        | 17     | 115  | 169   | 68,0          |
| 4    | Martim Costa              | Sporting Lissabon    | 16     | 105  | 169   | 62,1          |
| 5    | Kamil Syprzak             | PSG                  | 15     | 104  | 136   | 76,5          |
| 6    | Valero Rivera Folch       | HBC Nantes           | 20     | 088  | 114   | 77,2          |
| 6    | Aymeric Minne             | HBC Nantes           | 16     | 088  | 117   | 75,2          |
| 8    | Filip Kuzmanovski         | RK Eurofarm Pelister | 14     | 087  | 151   | 57,6          |
| 9    | Tim Freihöfer             | Füchse Berlin        | 15     | 082  | 110   | 74,6          |
| 10   | Ómar Ingi Magnússon       | SC Magdeburg         | 15     | 079  | 107   | 73,8          |
| 10   | Francisco Costa           | Sporting Lissabon    | 15     | 079  | 123   | 64,2          |
| 10   | Nedim Remili              | One Veszprém HC      | 15     | 079  | 124   | 63,7          |

### Beste Torhüter
| Rang | Spieler                    | Verein               | Spiele | Paraden | Würfe | Paradenquote (%) |
| ---- | -------------------------- | -------------------- | ------ | ------- | ----- | ---------------- |
| 1    | André Bergsholm Kristensen | Sporting Lissabon    | 16     | 137     | 413   | 33,17            |
| 2    | Emil Nielsen               | FC Barcelona         | 18     | 183     | 570   | 32,11            |
| 3    | Ivan Pešić                 | HBC Nantes           | 20     | 129     | 404   | 31,93            |
| 4    | Sergey Hernández           | SC Magdeburg         | 20     | 166     | 523   | 31,74            |
| 5    | Ante Grbavac               | RK Zagreb            | 13     | 033     | 109   | 30,28            |
| 6    | Rodrigo Corrales           | One Veszprém HC      | 16     | 145     | 484   | 29,96            |
| 7    | Roland Mikler              | OTP Bank-Pick Szeged | 18     | 118     | 397   | 29,72            |
| 8    | Andreas Palicka            | PSG                  | 13     | 091     | 308   | 29,55            |
| 9    | Torbjørn Bergerud          | Kolstad IL           | 13     | 140     | 477   | 29,35            |
| 10   | Fabian Norsten             | Aalborg Håndbold     | 16     | 125     | 434   | 28,80            |